# Vielle-Aure
Pour les articles homonymes, voir Aure.
Vielle-Aure est une commune française située dans le sud-est du département des Hautes-Pyrénées, en région Occitanie.
Sur le plan historique et culturel, la commune est dans le Pays d'Aure, constitué de la vallée de la Neste (en aval de Sarrancolin), de la vallée d'Aure (en amont de Sarrancolin) et de la vallée du Louron. Exposée à un climat de montagne, elle est drainée par la Neste, le ruisseau Saint-Jacques et par divers autres petits cours d'eau. Incluse dans le Parc national des Pyrénées, la commune possède un patrimoine naturel remarquable : deux sites Natura 2000 (le « Néouvielle » et « Garonne, Ariège, Hers, Salat, Pique et Neste »), un espace protégé (la réserve naturelle nationale du Néouvielle) et huit zones naturelles d'intérêt écologique, faunistique et floristique.
Vielle-Aure est une commune rurale qui compte 304 habitants en 2022, après avoir connu une forte hausse de la population depuis 1968.
Ses habitants sont appelés les Viellaurois.

## Géographie

### Localisation et communes limitrophes
La commune de Vielle-Aure se trouve dans le département des Hautes-Pyrénées, en région Occitanie.
Elle se situe à 49 km à vol d'oiseau de Tarbes, préfecture du département, à 30 km de Bagnères-de-Bigorre, sous-préfecture, et à 30 km de Capvern, bureau centralisateur du canton de Neste, Aure et Louron dont dépend la commune depuis 2015 pour les élections départementales.
La commune fait en outre partie du bassin de vie d'Arreau.
Les communes les plus proches sont : 
Vignec (1,0 km), Bourisp (1,0 km), Sailhan (1,4 km), Saint-Lary-Soulan (1,6 km), Cadeilhan-Trachère (1,8 km), Estensan (2,0 km), Camparan (2,5 km), Guchan (2,7 km).
Sur le plan historique et culturel, Vielle-Aure fait partie du pays de la vallée d'Aure ou pays d'Aure, constitué de la vallée de la Neste (en aval de Sarrancolin), de la vallée d'Aure (en amont de Sarrancolin) et de la vallée du Louron (confluente à Arreau).
La commune de Vielle-Aure se compose de deux parties reliées par une toute petite bande de quelque mètres d'écart.
La partie ouest (Néouvielle) est limitrophe de quatre autres communes.
Les communes limitrophes sont  Aulon, Bagnères-de-Bigorre, Barèges, Bourisp, Guchan, Guchen, Sailhan, Saint-Lary-Soulan et Vignec.
|         | Bagnères-de-Bigorre                   |       |
| Barèges | Vielle-Aure (exclave du Néouvielle)   | Aulon |
|         | Saint-Lary-Soulan (exclave de Soulan) |       |

La partie est (village) est limitrophe de sept autres communes, dont Sailhan au sud-est sur environ deux-cents mètres, et Saint-Lary-Soulan en deux endroits disjoints.
| Aulon                                 | Guchen                                               | Guchan  |
| Saint-Lary-Soulan (exclave de Soulan) | Vielle-Aure (exclave du village)                     | Bourisp |
| Vignec (exclave du village)           | Saint-Lary-Soulan (exclave du village de Saint-Lary) | Sailhan |

### Géologie et relief
Si la partie du territoire communal centrée sur le bourg a une superficie de seulement 5,38 km2, la commune s'étend au total sur 35,2 km2 ; son altitude varie de 773  à   2 730 mètres.

### À l'est dans la vallée, le village

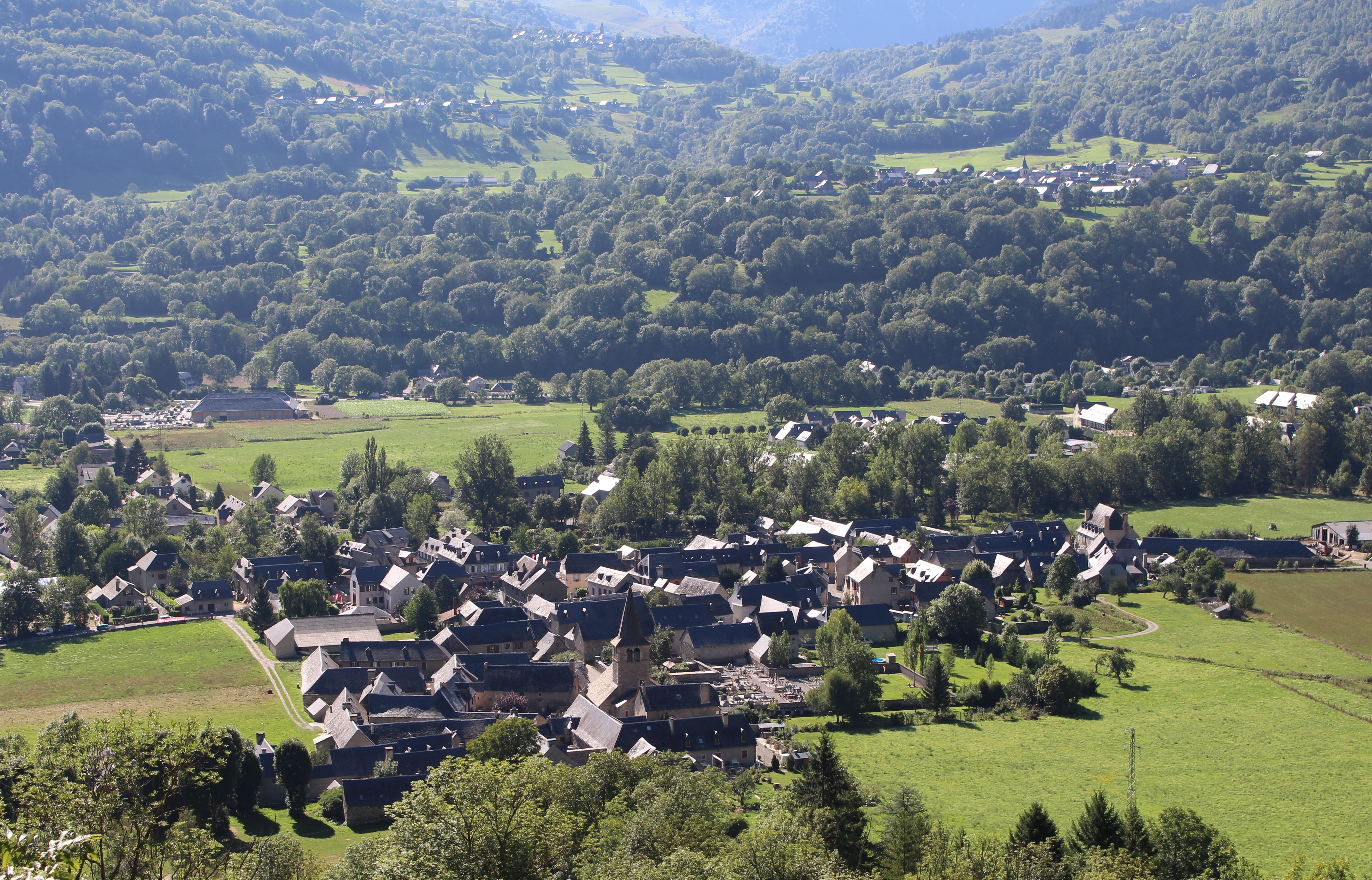
Vue depuis la route du col du Pla d'Adet.

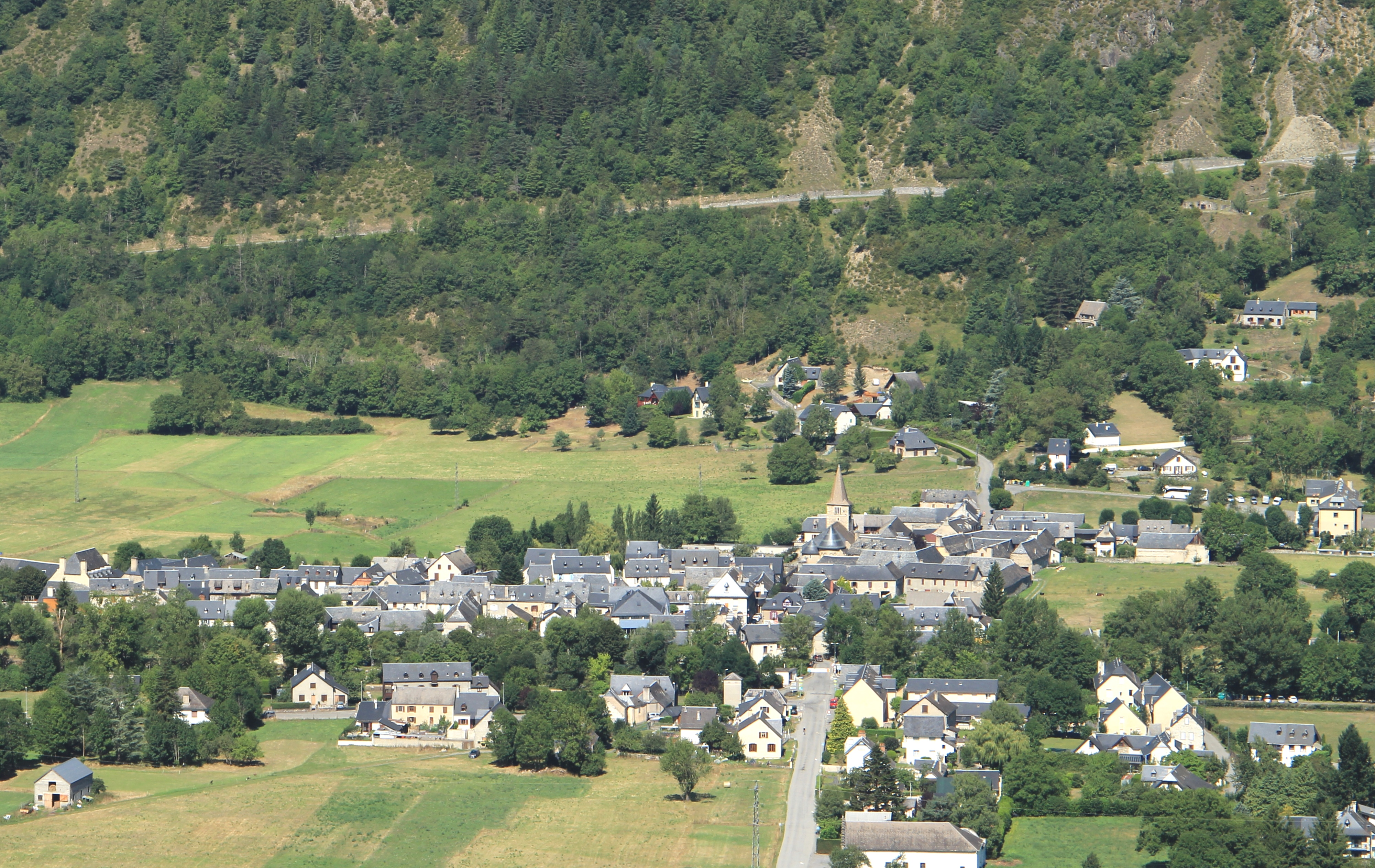
Vue depuis Estensan.

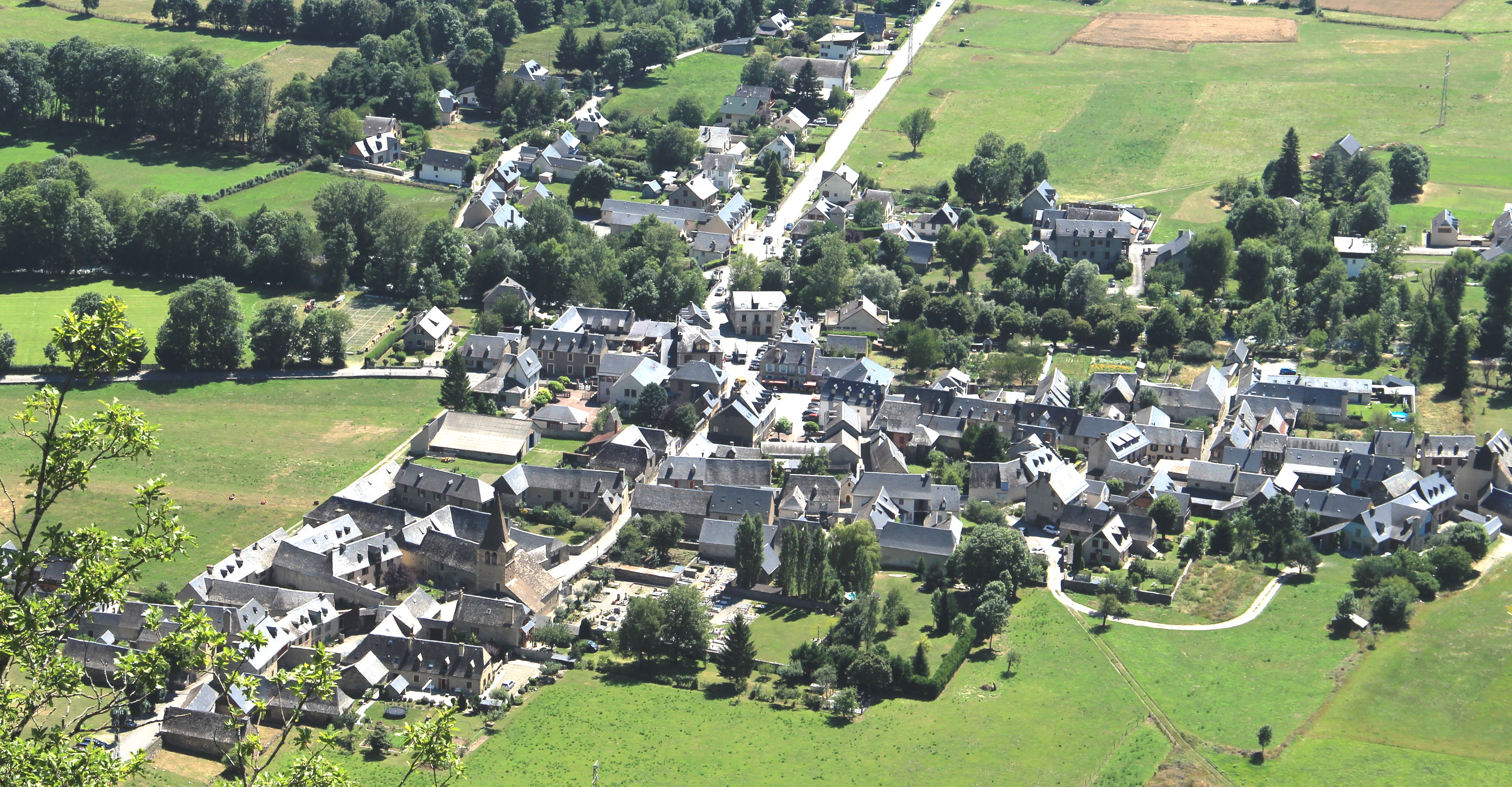
Vue depuis la route du col du Pla d'Adet.

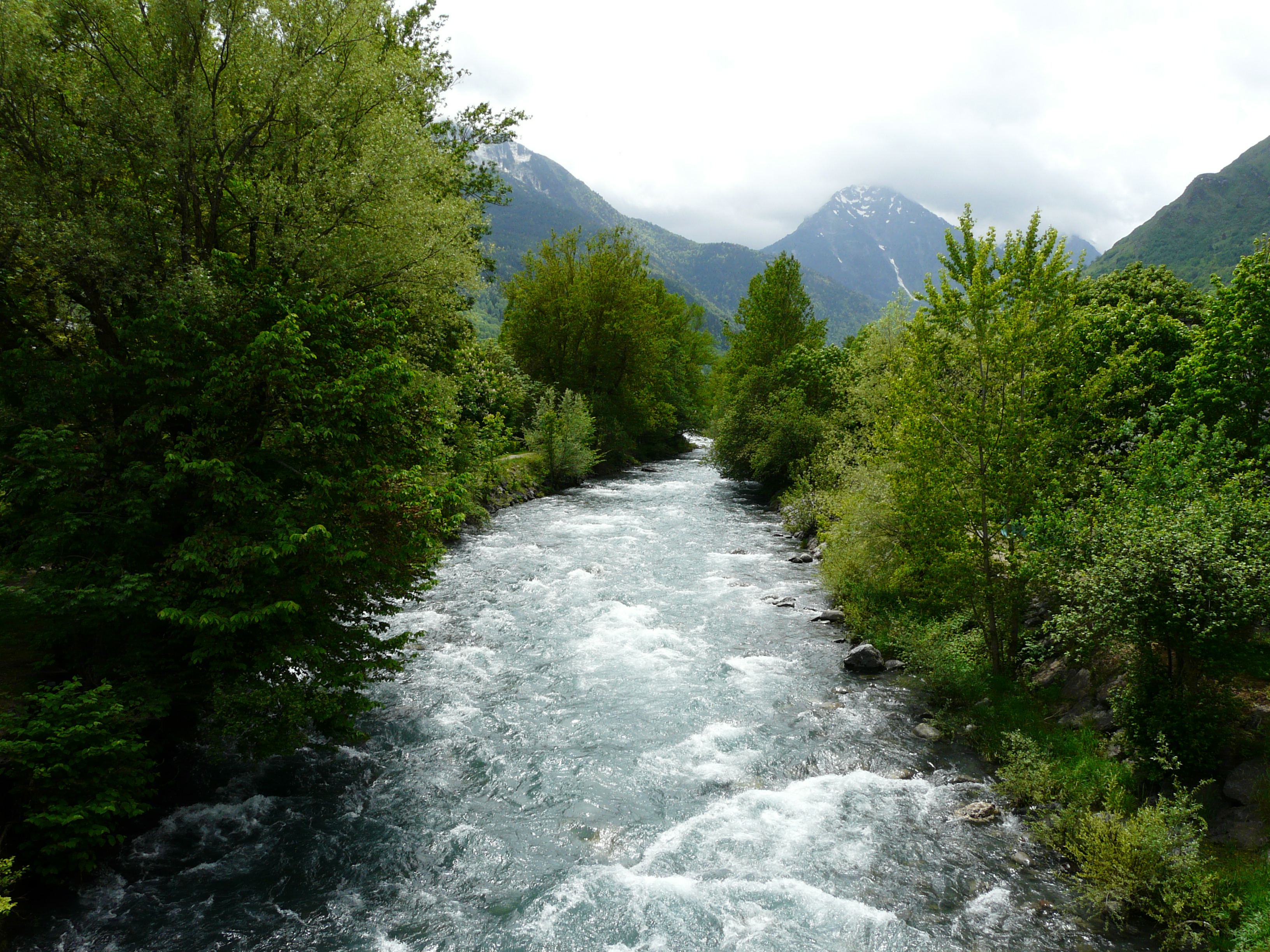
La Neste d'Aure à Vielle-Aure.

Les deux parties de la commune de Vielle-Aure sont reliées par un chemin est-ouest d'environ 40 mètres de large qu'emprunte en grande partie le GR 10, joignant la fontaine du Pla du Castillon, à l'est, à la Hourquette ou Cap de Portet, à l'ouest, en passant par Terre-Nère. Ce sentier sépare la commune d’Aulon au nord, de l'exclave de Soulan (partie de la commune de Saint-Lary-Soulan) au sud.
La rivière de la Neste d'Aure (affluent de la Garonne) traverse le bas des villages de Vielle-Aure, de Vignec et de Saint-Lary (commune de Saint-Lary-Soulan) ; ces trois villages forment aujourd'hui une petite agglomération consacrée essentiellement au thermalisme et au tourisme. L'activité liée aux sports d'hiver (et aux départs de parapente et de vol libre) a cependant lieu dans les hauteurs de ces villages associés pour exploiter la station.
C'est du village de Vielle-Aure que part la route de montagne D 123 reliant les trois villages à la station de sports d'hiver du Pla d'Adet (donnant accès au domaine skiable situé sur les trois communes), tandis que c'est de chacun des deux autres que partent les téléphériques qui y montent (bien plus rapidement et plus facilement en hiver).

### À l'ouest dans les hauteurs, l’exclave: le domaine skiable et la réserve naturelle du Néouvielle
L'exclave séparée à l'ouest de celle du village comprend deux parties bien distinctes : la partie orientale de l'exclave comprend la partie nord du domaine skiable accessible depuis la station du Pla d’Adet à Soulan (dans la commune de Saint-Lary-Soulan depuis 1964 pour la création de la station de ski et l'installation de la gare d'arrivée du premier téléphérique montant depuis la vallée du village de Saint-Lary), tandis que la partie occidentale constitue une partie de la réserve naturelle nationale du Néouvielle, gérée depuis 1968 par le Parc national des Pyrénées.
La partie orientale de l'exclave est délimitée au nord-est par le pic du Pichaley (culminant à 2 626 m d'altitude) qui marque la frontière avec la commune d’Aulon et dont la face sud est utilisée par le domaine skiable jusqu'à quelques centaines de mètres de son sommet, au nord par le pic de Portarras (2 697 m) où convergent les frontières avec les communes d’Aulon et Bagnères-de-Bigorre, la face nord-est du pic de Bastan (2 718 m), au nord-ouest le pic du Contadé (2 724 m) où convergent les frontières avec Bagnères-de Bigorre et Barèges, et à l'ouest la face sud-est du pic d'Aygues-Cluses (2 620 m) ; elle borde ensuite la rive nord du lac de Gourguet puis suit vers l'est un le chemin le long d'un petit cours d'eau, le ruisseau de Port-Bielh (qui se déverse ensuite vers le sud, hors de cette zone, à la pointe nord du lac de l'Oule à Soulan, commune de Saint-Lary-Soulan) ; cette partie inclut également les lacs de Bastan en aval du pic de même nom.
La partie occidentale de l'exclave fait en majorité partie de la réserve naturelle nationale du Néouvielle.
Elle inclut la partie sud du ruisseau issu du lac de Gourguet (et du chemin qui le longe), puis est délimitée au sud-est par la rive nord-est du lac de l'Oule (presque entièrement situé à Soulan). L'exclave est ensuite limitée au sud par la frontière avec Soulan pour inclure, toujours dans l'exclave et la réserve, le pic d’Anglade (2 511 m) et le petit lac d'Anglade à son pied nord. Ce secteur boisé situé à l'est de la réserve et qui ne comprend que des sentiers de montagne entre les lacs, n'est accessible qu'aux randonneurs, pas aux véhicules.
La partie occidentale de l'exclave et de la réserve incluent également la totalité du lac d'Aumar et la plus grande partie du lac d'Aubert (sauf une partie des rives sud-est à Soulan). Ces deux derniers lacs, fermés chacun par un barrage près du « refuge du Lac d'Aubert-Néouvielle » et de la « zone de bivouac du lac d'Aubert », peuvent être rejoints à pied ou à ski en hiver depuis un parking touristique, situé au cœur de la réserve à Vielle-Aure ; ce lieu est situé au bout de la petite route de montagne D 177 qui descend en traversant la réserve et Soulan du nord au sud (près du « chalet-hôtel du Lac d'Orédon-Néouvielle » et du barrage du lac d'Orédon) pour traverser ensuite la frontière sud de Soulan et nord d'Aragnouet : c'est là qu’on peut rejoindre cette petite route, en remontant depuis le village d'Aragnouet la route de montagne D 929, laquelle se poursuit également vers l'ouest jusqu’au barrage du lac de Cap de Long dont la rive nord marque la limite sud de la réserve naturelle.
La partie occidentale de l'exclave et de la réserve sont ensuite limitées au nord-ouest par la face sud du pic de Madamète (2 657 m) avec à son pied sud le lac de Gourg de Rabas (ou Gourguet de Madaméte, d'où part un chemin longeant un ruisseau qui alimente le lac d'Aumar cité précédemment), et les faces sud et est du Pic d'Estibère (2 663 m) avec (à son pied sud) le lac d'Estibère. Ces sommets successifs suivent également la frontière commune avec la commune de Barèges et l'arrondissement d'Argelès-Gazost.
Enfin au nord, l'exclave et la réserve sont limitées par le pic de Gourguet (2 619 m) et sa crête montante au nord-est : la face est du pic alimente le lac de Gourguet (presque tout entier dans la réserve sauf sa rive nord) et la face sud (ou face de l'Ours) alimente le petit lac Supérieur puis le lac de l'Ours (ces deux derniers lacs étant tout entiers inclus dans la réserve) ; la face nord-ouest du pic est située hors de la réserve naturelle, sur la commune de Barèges.
Cette dernière commune pourrait être associée dans le futur pour étendre dans ce secteur la réserve naturelle actuelle, dont la gestion est confiée depuis 1968 au Parc national des Pyrénées auquel adhère déjà la commune de Barèges pour une toute petite partie frontalière de la réserve naturelle, au sud-est de son territoire, à moins qu'elle ne trouve les budgets et ne décide de reprendre l'activité de sa station de ski, quasiment à l'arrêt depuis le démontage dans les années 1980 de ses anciennes principales remontées mécaniques.

### Climat
Le climat qui caractérise la commune est qualifié, en 2010, de « climat de montagne », selon la typologie des climats de la France qui compte alors huit grands types de climats en métropole. En 2020, la commune ressort du même type de climat dans la classification établie par Météo-France, qui ne compte désormais, en première approche, que cinq grands types de climats en métropole. Pour ce type de climat, la température décroît rapidement en fonction de l'altitude. On observe une nébulosité minimale en hiver et maximale en été. Les vents et les précipitations varient notablement selon le lieu.
Les paramètres climatiques qui ont permis d’établir la typologie de 2010 comportent six variables pour les températures et huit pour les précipitations, dont les valeurs correspondent à la normale 1971-2000. Les sept principales variables caractérisant la commune sont présentées dans l'encadré ci-après.
| Paramètres climatiques communaux sur la période 1971-2000 - Moyenne annuelle de température : 9,5 °C - Nombre de jours avec une température inférieure à −5 °C : 6,3 j - Nombre de jours avec une température supérieure à 30 °C : 3,4 j - Amplitude thermique annuelle : 13,9 °C - Cumuls annuels de précipitation : 1 017 mm - Nombre de jours de précipitation en janvier : 10,3 j - Nombre de jours de précipitation en juillet : 7,9 j |

Avec le changement climatique, ces variables ont évolué. Une étude réalisée en 2014 par la Direction générale de l'Énergie et du Climat complétée par des études régionales prévoit en effet que la  température moyenne devrait croître et la pluviométrie moyenne baisser, avec toutefois de fortes variations régionales. Ces changements peuvent être constatés sur la station météorologique de Météo-France la plus proche, « Génos », sur la commune de Génos, mise en service en 1969 et qui se trouve à 7 km à vol d'oiseau,, où la température moyenne annuelle est de 7,8 °C et la hauteur de précipitations de 1 483,6 mm pour la période 1981-2010.
Sur la station météorologique historique la plus proche, « Tarbes-Lourdes-Pyrénées », sur la commune d'Ossun, mise en service en 1946 et à 49 km, la température moyenne annuelle évolue de 12,2 °C pour la période 1971-2000, à 12,6 °C pour 1981-2010, puis à 12,9 °C pour 1991-2020.

### Milieux naturels et biodiversité

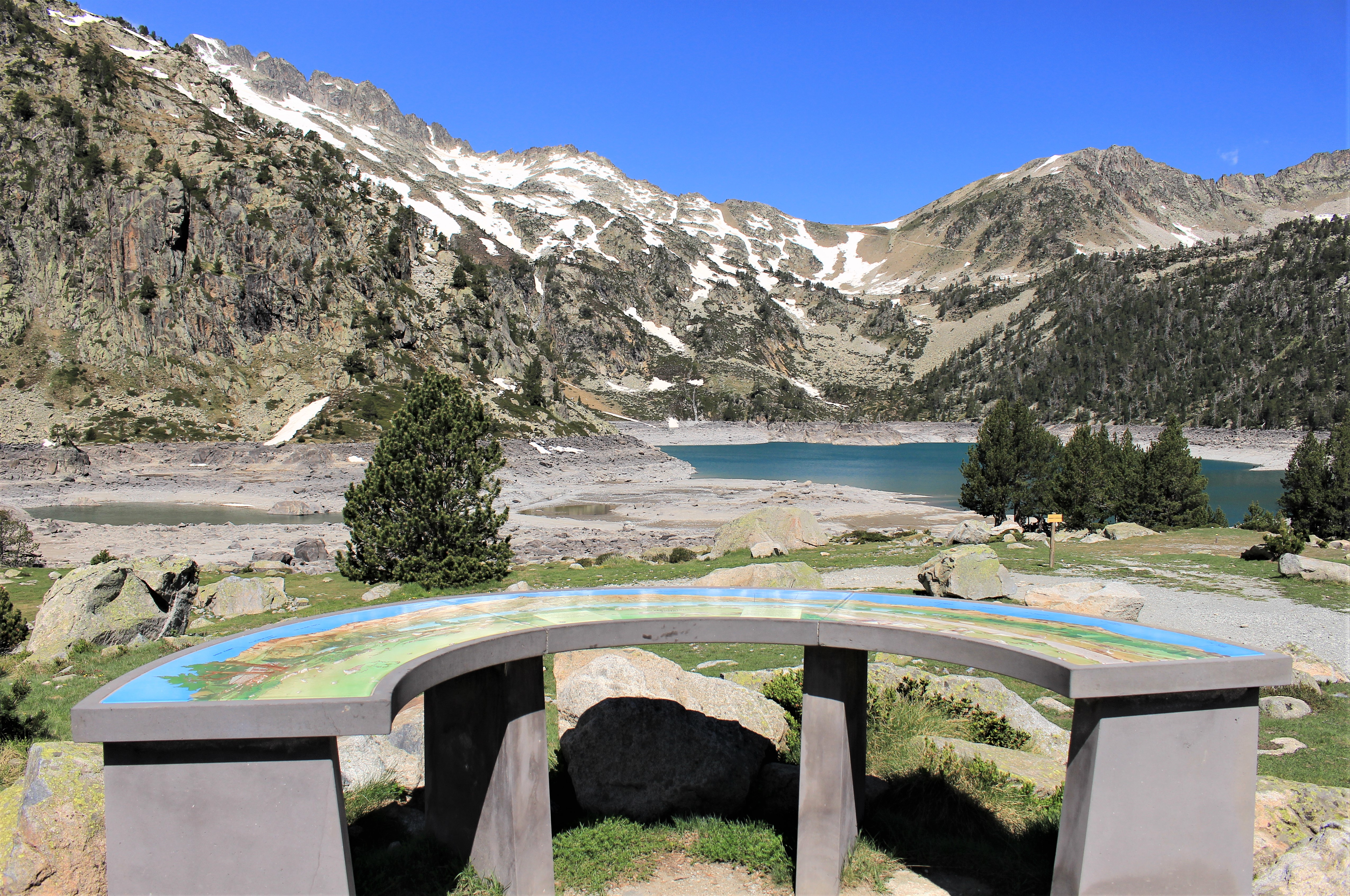
La table d'orientation du lac d'Aubert.

#### Espaces protégés
La protection réglementaire est le mode d’intervention le plus fort pour préserver des espaces naturels remarquables et leur biodiversité associée,.
Dans ce cadre, la commune fait partie de l'aire d'adhésion du parc national des Pyrénées. Ce  parc national, créé en 1967, abrite une faune riche et spécifique particulièrement intéressante : importantes populations d’isards, colonies de marmottes réimplantées avec succès, grands rapaces tels le Gypaète barbu, le Vautour fauve, le Percnoptère d’Égypte ou l’Aigle royal, le Grand tétras et le discret Desman des Pyrénées qui constitue l’exemple type de ce précieux patrimoine confié au parc national et aussi l'Ours des Pyrénées,,.
Un  autre espace protégé est présent sur la commune : 
l'« Adour et affluents », objet d'un arrêté de protection de biotope, d'une superficie de 215,8 ha.

#### Réseau Natura 2000

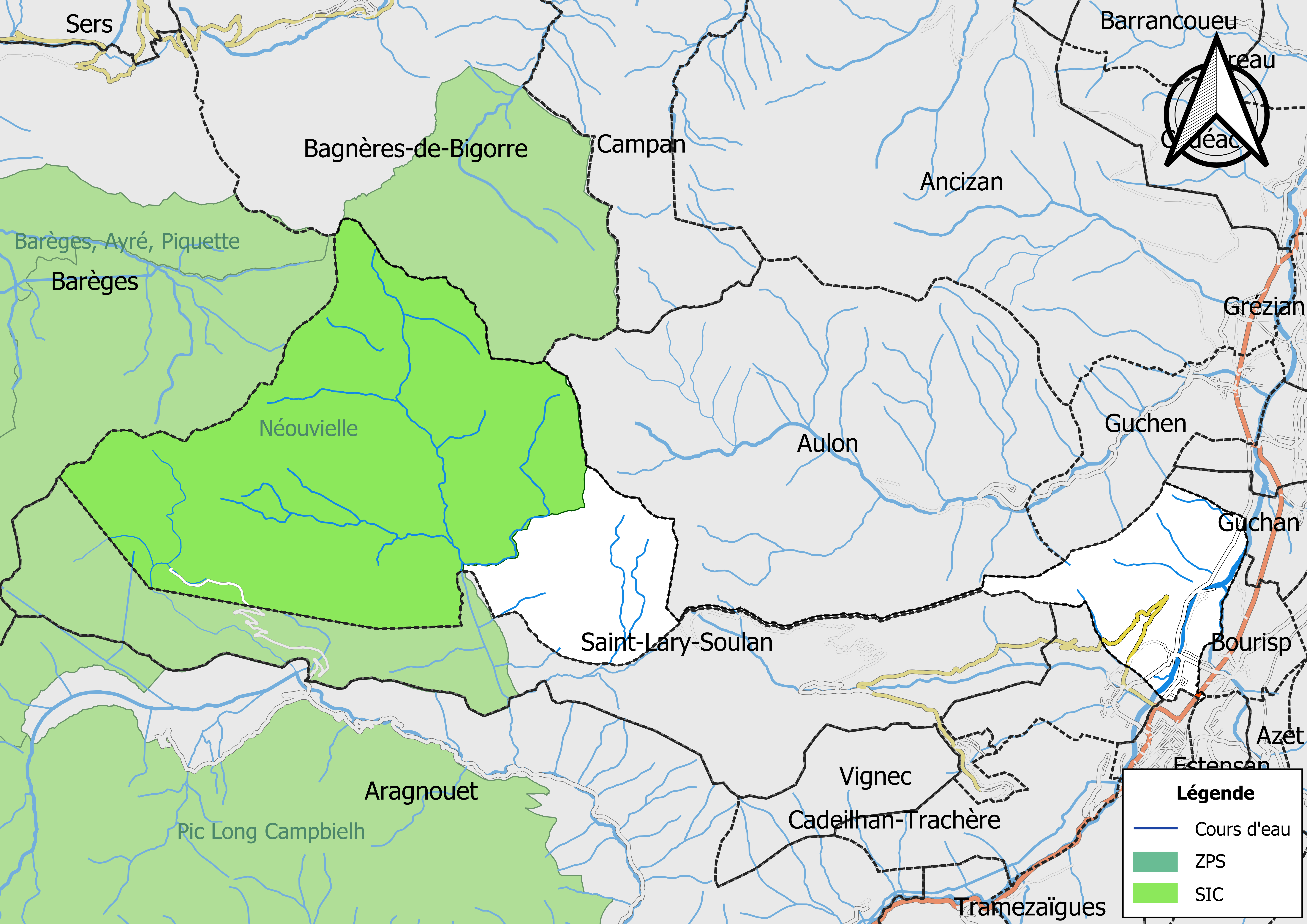
Sites Natura 2000 sur le territoire communal.

Le réseau Natura 2000 est un réseau écologique européen de sites naturels d'intérêt écologique élaboré à partir des directives habitats et oiseaux, constitué de zones spéciales de conservation (ZSC) et de zones de protection spéciale (ZPS).
Deux sites Natura 2000 ont été définis sur la commune au titre de la directive habitats : 
- le « Néouvielle », d'une superficie de 6 176 ha, présente une végétation caractéristique de la haute montagne pyrénéenne siliceuse et des milieux humides et tourbeux d'altitude, avec des pineraies de pins à crochets à très haute altitude, des pineraies sylvestres et introgression des deux pins[32] ;
- « Garonne, Ariège, Hers, Salat, Pique et Neste », d'une superficie de 9 581 ha, un réseau hydrographique pour les poissons migrateurs (zones de frayères actives et potentielles importantes pour le saumon en particulier qui fait l'objet d'alevinages réguliers et dont des adultes atteignent déjà Foix sur l'Ariège[33].

#### Zones naturelles d'intérêt écologique, faunistique et floristique
L’inventaire des zones naturelles d'intérêt écologique, faunistique et floristique (ZNIEFF) a pour objectif de réaliser une couverture des zones les plus intéressantes sur le plan écologique, essentiellement dans la perspective d’améliorer la connaissance du patrimoine naturel national et de fournir aux différents décideurs un outil d’aide à la prise en compte de l’environnement dans l’aménagement du territoire.
Cinq ZNIEFF de type 1 sont recensées sur la commune :
- le « cirque de Cloutou et sud de la Mongie » (2 257 ha), couvrant 5 communes du département[35] ;
- « la Neste, amont » (100 ha), couvrant 18 communes du département[36] ;
- le « massif en rive gauche du Bastan » (8 315 ha), couvrant 10 communes du département[37] ;
- la « réserve du Néouvielle et vallons de Port-Bielh et du Bastan » (6 427 ha), couvrant 8 communes du département[38] ;
- la « vallée d'Aulon et soulane de Vielle-Aure » (4 377 ha), couvrant 9 communes du département[39] ;

et trois ZNIEFF de type 2, : 
- le « bassin du Haut Adour » (27 303 ha), couvrant 18 communes du département[40] ;
- la « Haute vallée d'Aure » (43 605 ha), couvrant 38 communes du département[41] ;
- les « vallées de Barèges et de Luz » (22 843 ha), couvrant 24 communes du département[42].

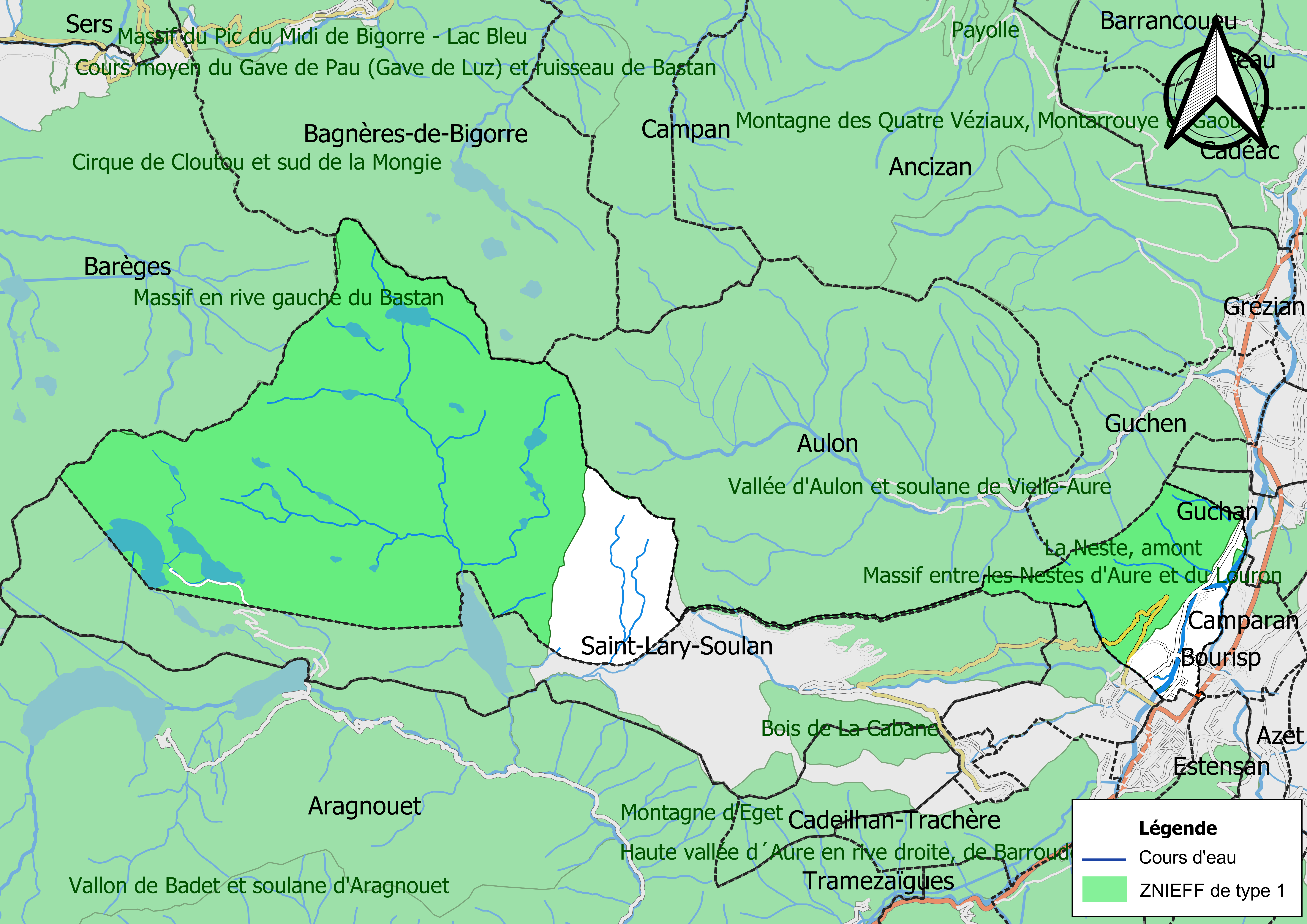
Carte des ZNIEFF de type 1 sur la commune.
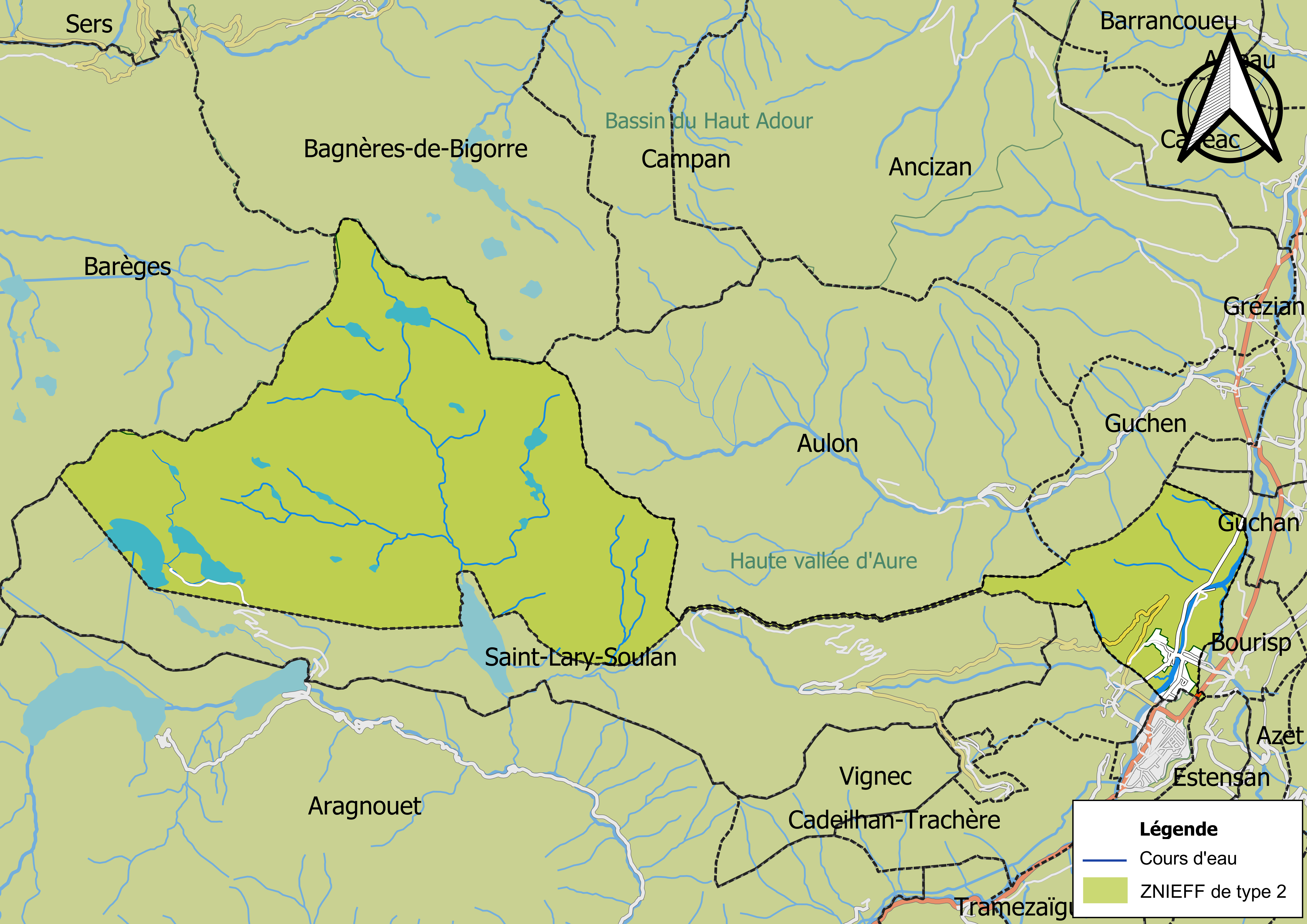
Carte des ZNIEFF de type 2 sur la commune.

## Urbanisme

### Typologie
Au 1er janvier 2024, Vielle-Aure est catégorisée commune rurale à habitat dispersé, selon la nouvelle grille communale de densité à sept niveaux définie par l'Insee en 2022.
Elle est située hors unité urbaine et hors attraction des villes,.

### Occupation des sols
L'occupation des sols de la commune, telle qu'elle ressort de la base de données européenne d’occupation biophysique des sols Corine Land Cover (CLC), est marquée par l'importance des forêts et milieux semi-naturels (90,9 % en 2018), une proportion identique à celle de 1990 (90,9 %). La répartition détaillée en 2018 est la suivante : 
espaces ouverts, sans ou avec peu de végétation (59,9 %), milieux à végétation arbustive et/ou herbacée (17,2 %), forêts (13,7 %), eaux continentales (3,4 %), zones agricoles hétérogènes (2,5 %), prairies (1,7 %), zones urbanisées (1,5 %).
L'IGN met par ailleurs à disposition un outil en ligne permettant de comparer l’évolution dans le temps de l’occupation des sols de la commune (ou de territoires à des échelles différentes). Plusieurs époques sont accessibles sous forme de cartes ou photos aériennes : la carte de Cassini (XVIIIe siècle), la carte d'état-major (1820-1866) et la période actuelle (1950 à aujourd'hui).

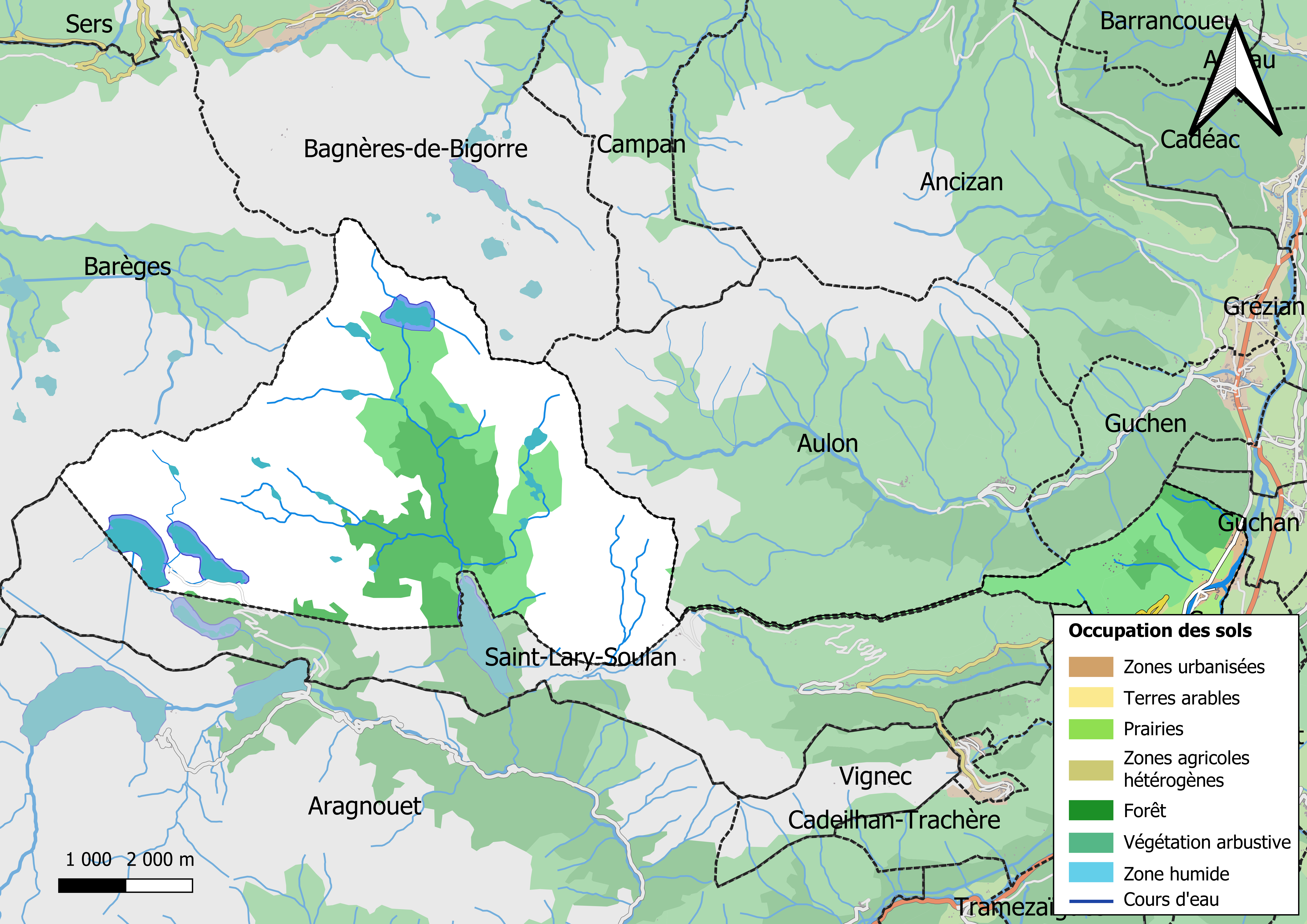
Carte des infrastructures et de l'occupation des sols en 2018 (CLC) de la commune.
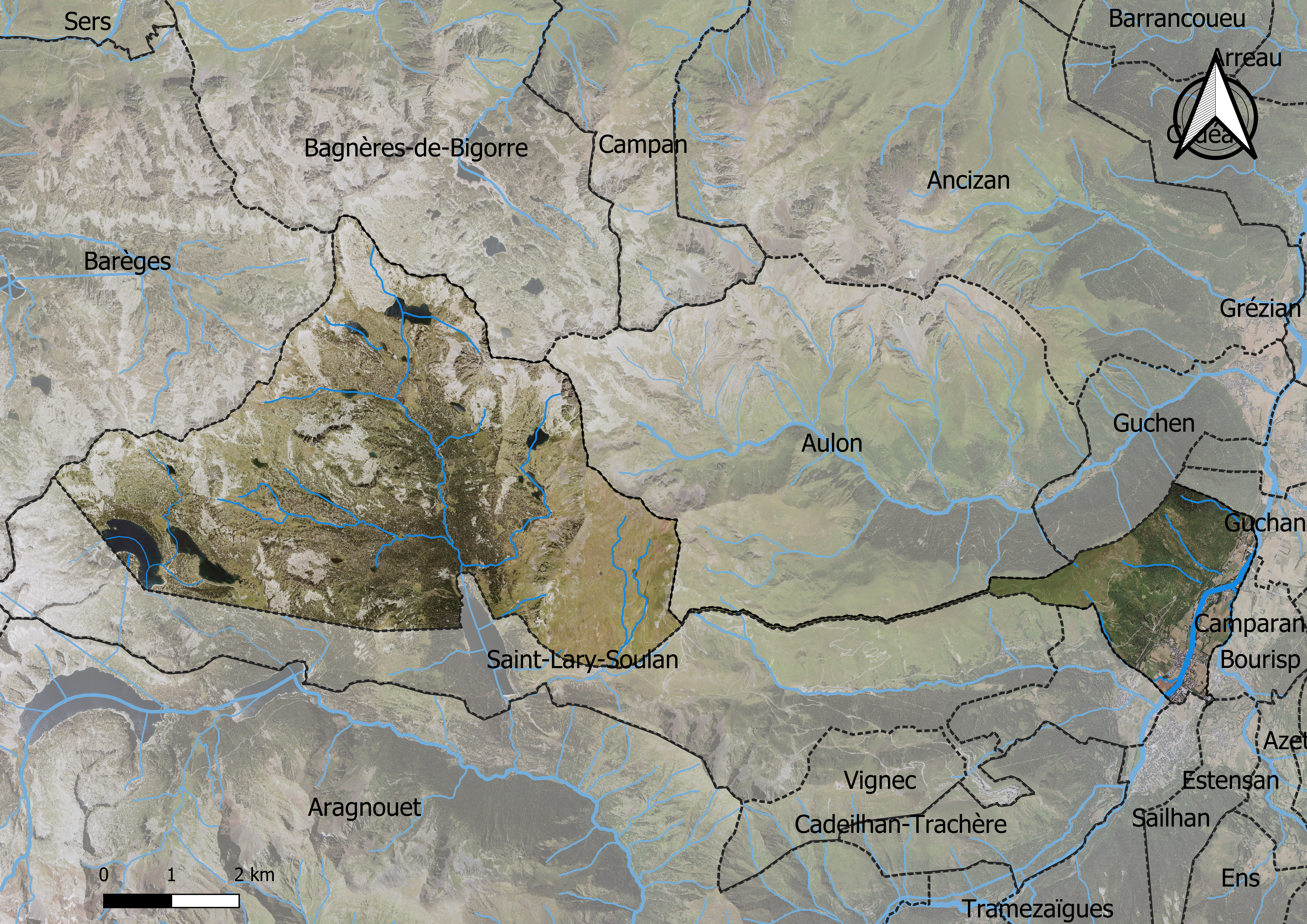
Carte orthophotogrammétrique de la commune.

### Voies de communication et transports
Cette commune est desservie par la route départementale D 929 et la D 19.

### Risques majeurs
Le territoire de la commune de Vielle-Aure est vulnérable à différents aléas naturels : météorologiques (tempête, orage, neige, grand froid, canicule ou sécheresse), inondations, feux de forêts, mouvements de terrains, avalanche  et séisme (sismicité moyenne). Il est également exposé à un risque technologique, la rupture d'un barrage, et à un risque particulier : le risque de radon. Un site publié par le BRGM permet d'évaluer simplement et rapidement les risques d'un bien localisé soit par son adresse soit par le numéro de sa parcelle.

#### Risques naturels
Certaines parties du territoire communal sont susceptibles d’être affectées par le risque d’inondation par débordement de cours d'eau, notamment le Neste et la Mousquère. La cartographie des zones inondables en ex-Midi-Pyrénées réalisée dans le cadre du XIe Contrat de plan État-région, visant à informer les citoyens et les décideurs sur le risque d’inondation, est accessible sur le site de la DREAL Occitanie. La commune a été reconnue en état de catastrophe naturelle au titre des dommages causés par les inondations et coulées de boue survenues en 1982, 1999, 2001, 2009 et 2013 et au titre des inondations par remontée de nappe en 2013,.
Vielle-Aure est exposée au risque de feu de forêt. Un plan départemental de protection des forêts contre les incendies a été approuvé par arrêté préfectoral le 21 avril 2020 pour la période 2020-2029. Le précédent couvrait la période 2007-2017. L’emploi du feu est régi par deux types de réglementations. D’abord le code forestier et l’arrêté préfectoral du 27 octobre 2014, qui réglementent l’emploi du feu à moins de 200 m des espaces naturels combustibles sur l’ensemble du département. Ensuite celle établie dans le cadre de la lutte contre la pollution de l’air, qui interdit le brûlage des déchets verts des particuliers. L’écobuage est quant à lui réglementé dans le cadre de commissions locales d’écobuage (CLE).

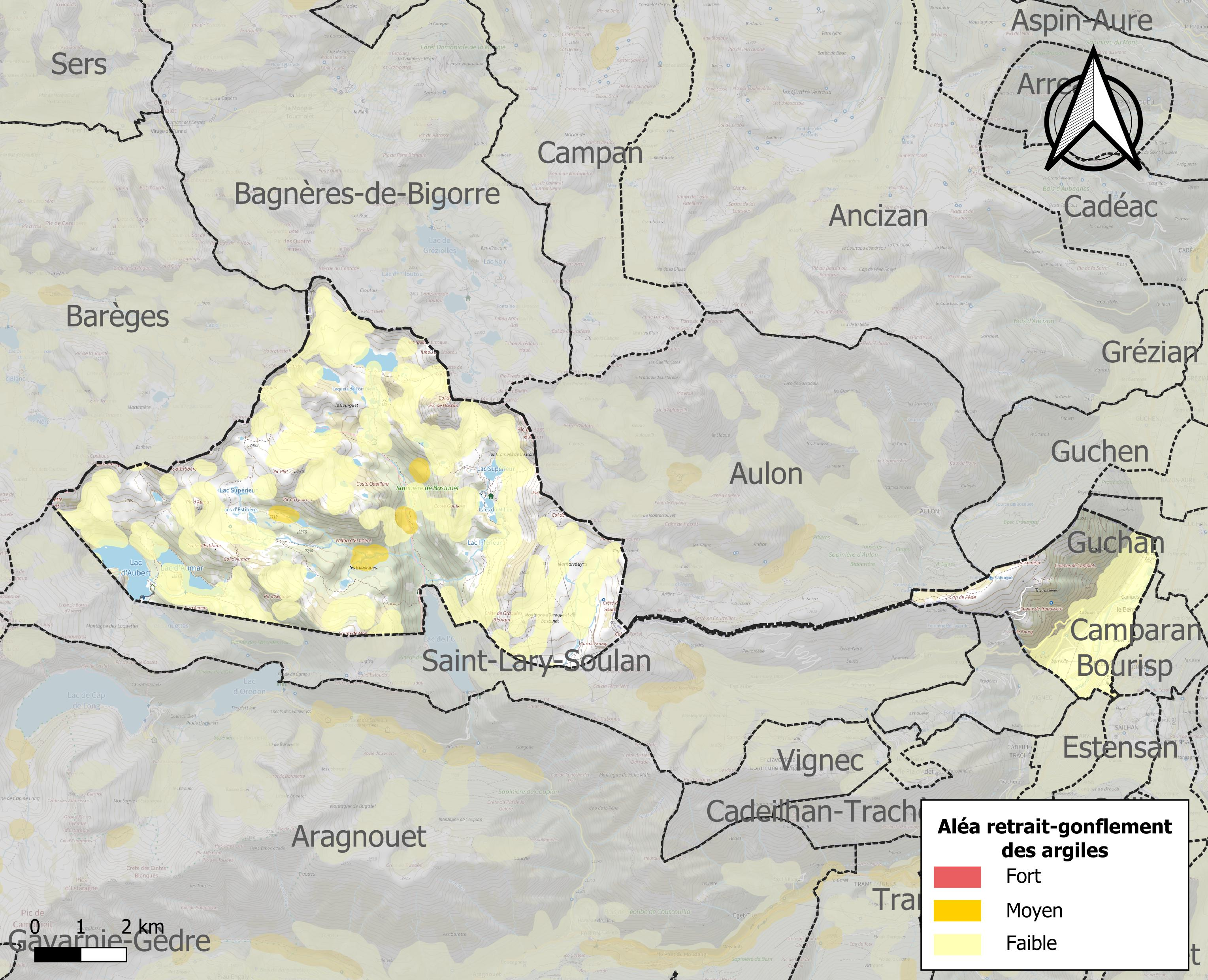
Carte des zones d'aléa retrait-gonflement des sols argileux de Vielle-Aure.

Les mouvements de terrains susceptibles de se produire sur la commune sont des mouvements de sols liés à la présence d'argile et des tassements différentiels.
Le retrait-gonflement des sols argileux est susceptible d'engendrer des dommages importants aux bâtiments en cas d’alternance de périodes de sécheresse et de pluie. 1,5 % de la superficie communale est en aléa moyen ou fort (44,5 % au niveau départemental et 48,5 % au niveau national). Sur les 209 bâtiments dénombrés sur la commune en 2019, 0 sont en aléa moyen ou fort, soit 0 %, à comparer aux 75 % au niveau départemental et 54 % au niveau national. Une cartographie de l'exposition du territoire national au retrait gonflement des sols argileux est disponible sur le site du BRGM,.
Par ailleurs, afin de mieux appréhender le risque d’affaissement de terrain, l'inventaire national des cavités souterraines permet de localiser celles situées sur la commune.
Concernant les mouvements de terrains, la commune a été reconnue en état de catastrophe naturelle au titre des dommages causés par des mouvements de terrain en 1999 et 2013.
La commune est exposée aux risques d'avalanche. Les habitants exposés à ce risque doivent se renseigner, en mairie, de l’existence d’un plan de prévention des risques avalanches (PPRA). Le cas échéant, identifier les mesures applicables à l'habitation, identifier, au sein de l'habitation, la pièce avec la façade la moins exposée à l’aléa pouvant faire office, au besoin, de zone de confinement et équiper cette pièce avec un kit de situation d’urgence,.

#### Risques technologiques
La commune est en outre située en aval d'un barrage de classe A. À ce titre elle est susceptible d’être touchée par l’onde de submersion consécutive à la rupture de cet ouvrage.

#### Risque particulier
Dans plusieurs parties du territoire national, le radon, accumulé dans certains logements ou autres locaux, peut constituer une source significative d’exposition de la population aux rayonnements ionisants. Certaines communes du département sont concernées par le risque radon à un niveau plus ou moins élevé. Selon la classification de 2018, la commune de Vielle-Aure est classée en zone 3, à savoir zone à potentiel radon significatif.

## Toponymie

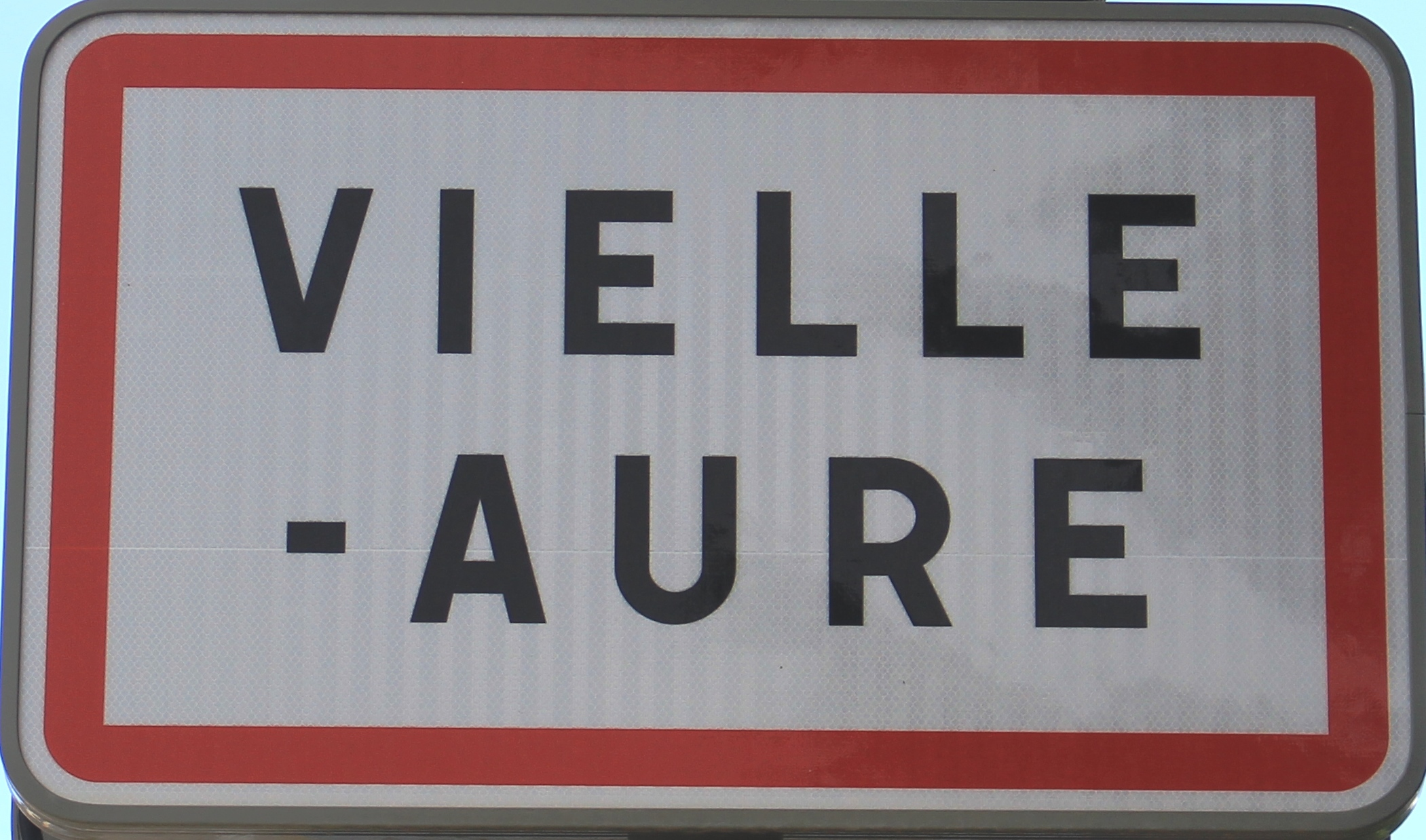

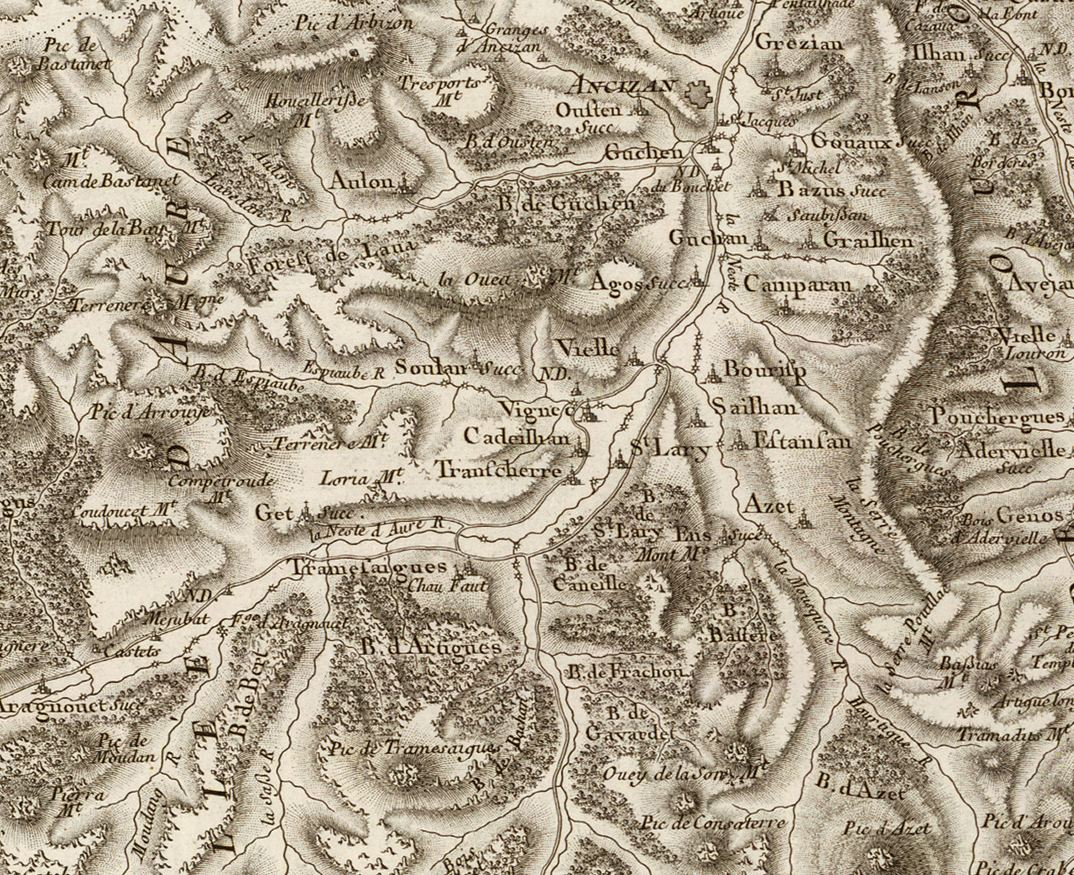
Extrait de la carte de Cassini (entre 1756 et 1789) situant Vielle-Aure à l'ouest de Saint-Lary.

On trouvera les principales informations dans le Dictionnaire toponymique des communes des Hautes-Pyrénées de Michel Grosclaude et Jean-François Le Nail qui rapporte les dénominations historiques du village :
Dénominations historiques :
- De Villa, latin (1387, pouillé du Comminges) ;
- Vielle en Aure (1737, registres paroissiaux) ;
- Vielle d’Aure (1746, ibid.) ;
- Viele en Aure (1767, Larcher, cartulaire du Comminges) ;
- Vielle (1790, Département 1).

Étymologie : du latin villa (= domaine rural, village).
Nom occitan : Vièla d’Aura.

## Les Hospitaliers
La Chapelle Saint-Pierre d'Agos appartenait aux Hospitaliers de l'ordre de Saint-Jean de Jérusalem, elle date du XIIe siècle et est restaurée au XIXe siècle.

## Politique et administration

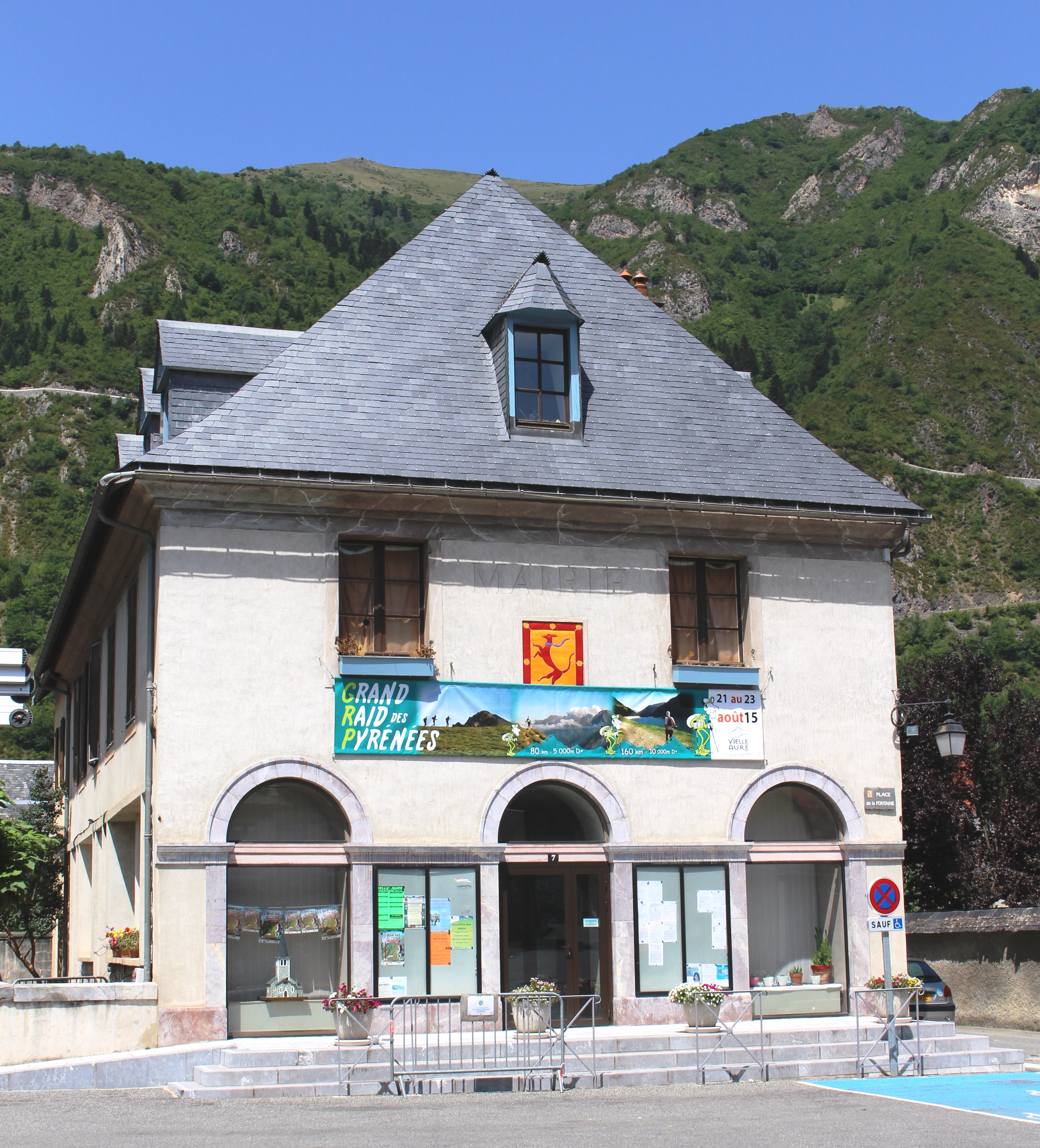
La mairie en 2015.

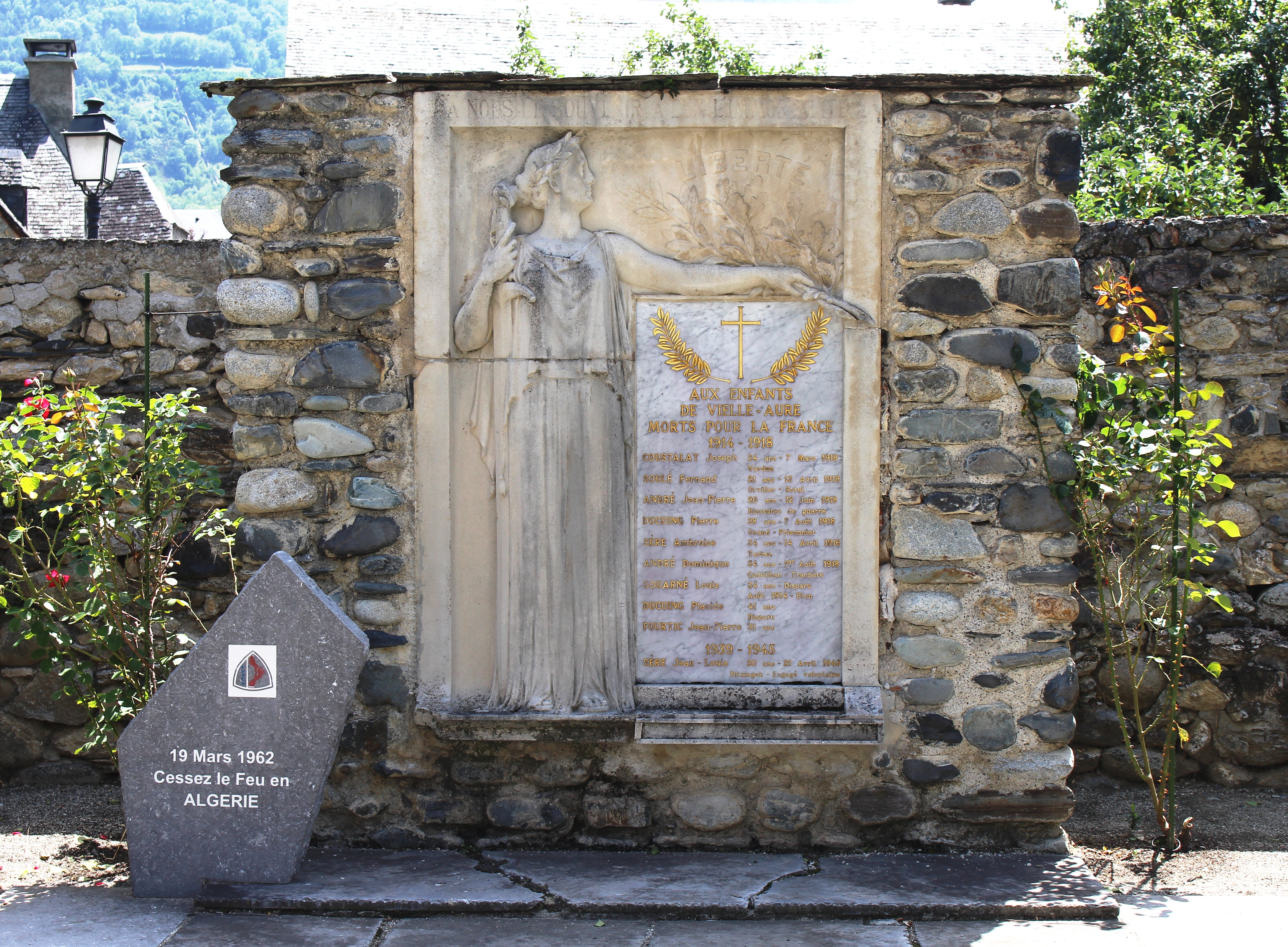
Le monument aux morts municipal.

### Liste des maires
| Période                                  | Période  | Identité      | Étiquette | Qualité |
| ---------------------------------------- | -------- | ------------- | --------- | --- |
| Les données manquantes sont à compléter. |          |               |           | |
|                                          |          |               |           | |
|                                          |          |               |           | |
| mars 1977                                | 1995     | Jean Mouniq   | SE        | Médecin, conseiller général du canton de Vielle-Aure (1992-1995)                                                                                      |
|                                          |          |               |           | |
| mars 2001 (réélue en mai 2020)           | En cours | Maryse Beyrié | PS        | Agent immobilier, Conseillère générale du canton de Vielle-Aure (1995-2015) Conseillère départementale du canton de Neste, Aure et Louron depuis 2015 |

### Rattachements administratifs et électoraux

#### Intercommunalité
Vielle-Aure fait partie de la communauté de communes Aure Louron, créée au 1er janvier 2017 et qui réunit 47 communes.

### Services publics
La commune de Vielle-Aure dispose d'une agence postale.

## Population et société

### Démographie
L'évolution du nombre d'habitants est connue à travers les recensements de la population effectués dans la commune depuis 1793. Pour les communes de moins de 10 000 habitants, une enquête de recensement portant sur toute la population est réalisée tous les cinq ans, les populations de référence des années intermédiaires étant quant à elles estimées par interpolation ou extrapolation. Pour la commune, le premier recensement exhaustif entrant dans le cadre du nouveau dispositif a été réalisé en 2004.

En 2022, la commune comptait 304 habitants, en évolution de −8,43 % par rapport à 2016 (Hautes-Pyrénées : +1,59 %, France hors Mayotte : +2,11 %).
| 1793 | 1800 | 1806 | 1821 | 1831 | 1836 | 1841 | 1846 | 1851 |
| ---- | ---- | ---- | ---- | ---- | ---- | ---- | ---- | ---- |
| 271  | 264  | 294  | 329  | 401  | 410  | 394  | 416  | 436  |

| 1856 | 1861 | 1866 | 1872 | 1876 | 1881 | 1886 | 1891 | 1896 |
| ---- | ---- | ---- | ---- | ---- | ---- | ---- | ---- | ---- |
| 368  | 383  | 383  | 426  | 372  | 340  | 328  | 317  | 403  |

| 1901 | 1906 | 1911 | 1921 | 1926 | 1931 | 1936 | 1946 | 1954 |
| ---- | ---- | ---- | ---- | ---- | ---- | ---- | ---- | ---- |
| 517  | 514  | 512  | 511  | 513  | 283  | 272  | 215  | 294  |

| 1962 | 1968 | 1975 | 1982 | 1990 | 1999 | 2004 | 2006 | 2009 |
| ---- | ---- | ---- | ---- | ---- | ---- | ---- | ---- | ---- |
| 230  | 196  | 221  | 205  | 285  | 343  | 358  | 357  | 355  |

| 2014 | 2019 | 2022 | - | - | - | - | - | - |
| ---- | ---- | ---- | - | - | - | - | - | - |
| 341  | 325  | 304  | - | - | - | - | - | - |

### Enseignement

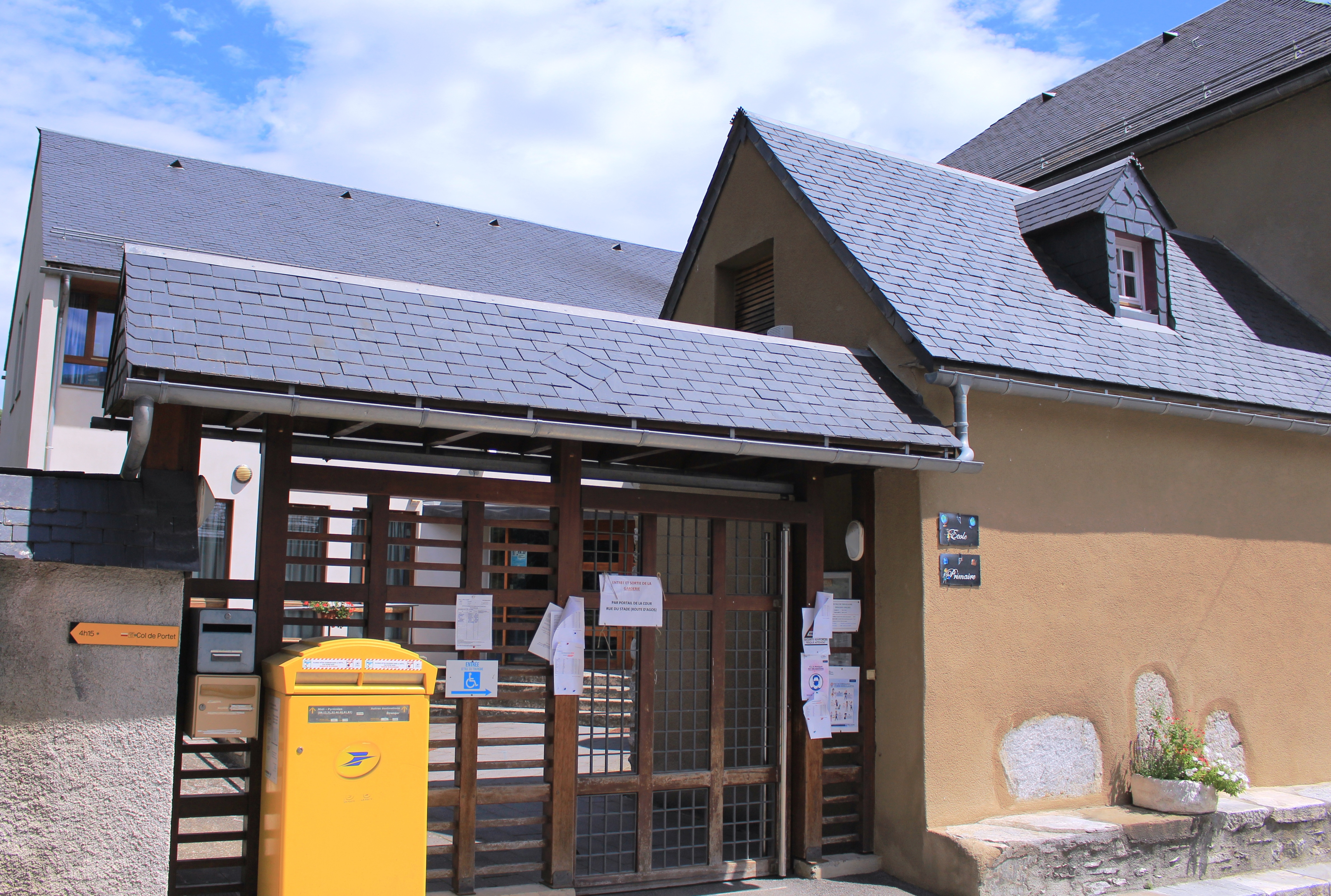
L’école élémentaire en 2021.

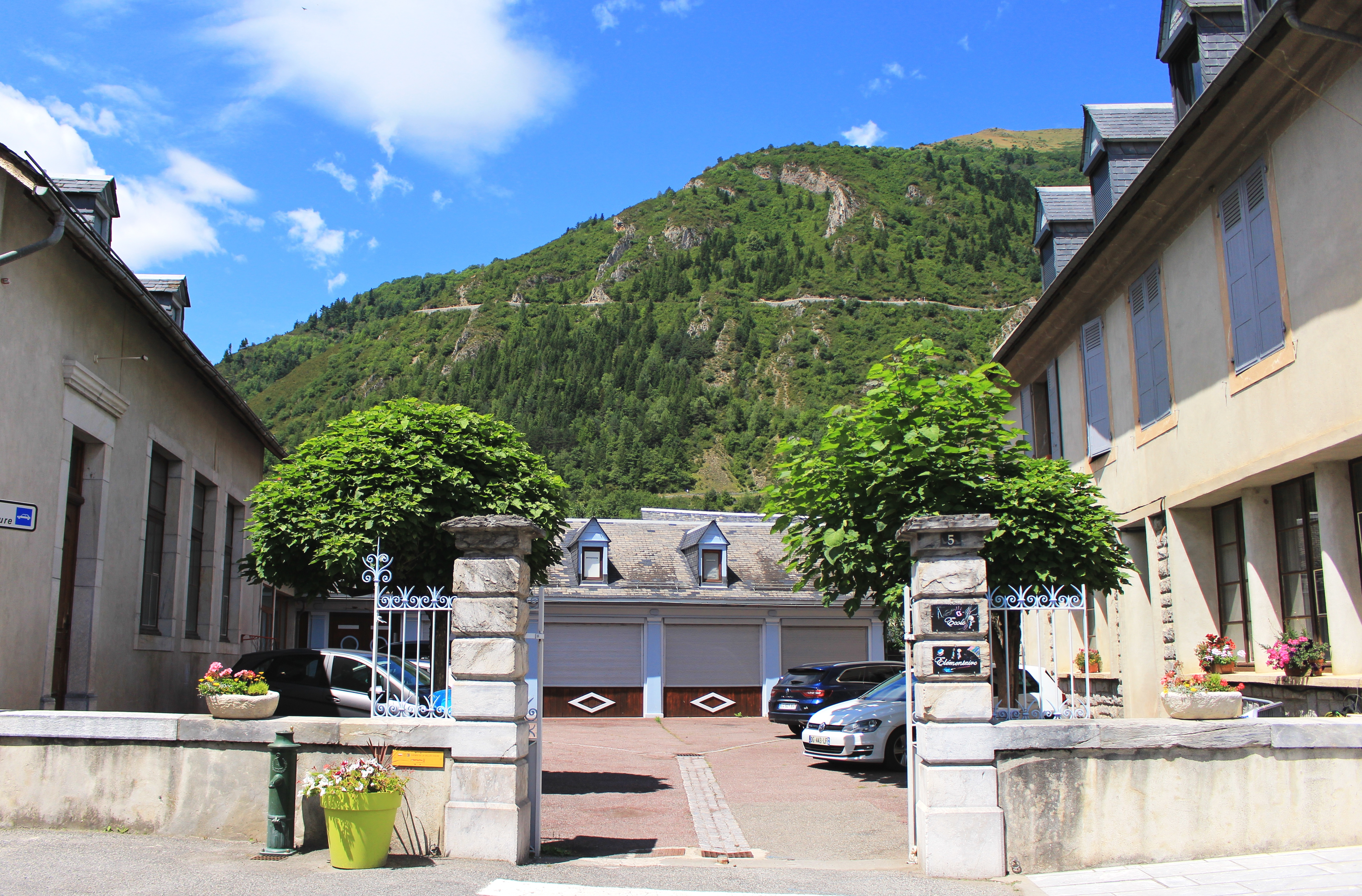
L’école primaire.

La commune dépend de l'académie de Toulouse. Elle dispose d’une école en 2019.
- École primaire.

### Sports
- Alpinisme
- Chasse
- Danse
- Deltaplane

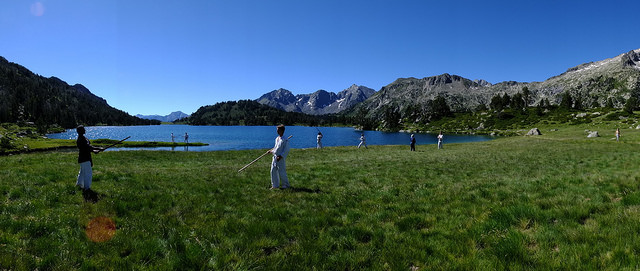
Stage de sabre japonais en altitude, Hyōhō niten ichi ryū.

- Kenjutsu, art du sabre japonais, école Hyōhō niten ichi ryū[64]
- Parapente
- Pêche
- Randonnées, voir les sentiers de grande randonnée, les chemins de Compostelle et le chemin de la vallée d'Aure
- Raquettes
- Roller, sur le skatepark de la base de loisir d'Agos
- Skateboard, sur le skatepark de la base de loisir d'Agos
- Ski de randonnée
- Ski de piste
- Snowboard
- Trail, 75 km voir le Grand Raid des Pyrénées
- Ultra-trail, 120 km et 160 km voir le Grand Raid des Pyrénées
- VTT

## Économie

### Revenus
En 2018, la commune compte 162 ménages fiscaux, regroupant 310 personnes. La médiane du revenu disponible par unité de consommation est de 21 310 € (20 420 € dans le département).

### Emploi
|                | 2008  | 2013  | 2018  |
| -------------- | ----- | ----- | ----- |
| Commune        | 1,8 % | 3,2 % | 4,1 % |
| Département    | 7,7 % | 9,4 % | 9,8 % |
| France entière | 8,3 % | 10 %  | 10 %  |

En 2018, la population âgée de 15 à 64 ans s'élève à 197 personnes, parmi lesquelles on compte 83,7 % d'actifs (79,6 % ayant un emploi et 4,1 % de chômeurs) et 16,3 % d'inactifs,. Depuis 2008, le taux de chômage communal (au sens du recensement) des 15-64 ans est inférieur à celui de la France et du département.
La commune est hors attraction des villes,. Elle compte 84 emplois en 2018, contre 116 en 2013 et 135 en 2008. Le nombre d'actifs ayant un emploi résidant dans la commune est de 158, soit un indicateur de concentration d'emploi de 53,4 % et un taux d'activité parmi les 15 ans ou plus de 56,7 %.
Sur ces 158 actifs de 15 ans ou plus ayant un emploi, 31 travaillent dans la commune, soit 20 % des habitants. Pour se rendre au travail, 72,6 % des habitants utilisent un véhicule personnel ou de fonction à quatre roues, 1,9 % les transports en commun, 19,1 % s'y rendent en deux-roues, à vélo ou à pied et 6,4 % n'ont pas besoin de transport (travail au domicile).

## Culture locale et patrimoine

### Lieux et monuments
- Chapelle Saint-Pierre d'Agos, classée monument historique en 1863[65],[66].
- Chapelle Saint-Antoine-de-Padoue, XVIe siècle[67].
- Église Saint-Barthélemy des XIIe, XVIe et XIXe siècles, classée en 1944[68],[69].
- Lac d'Aubert dans la réserve naturelle nationale du Néouvielle.
- Lac d'Aumar, dans la même réserve.

Sélection de vues diverses
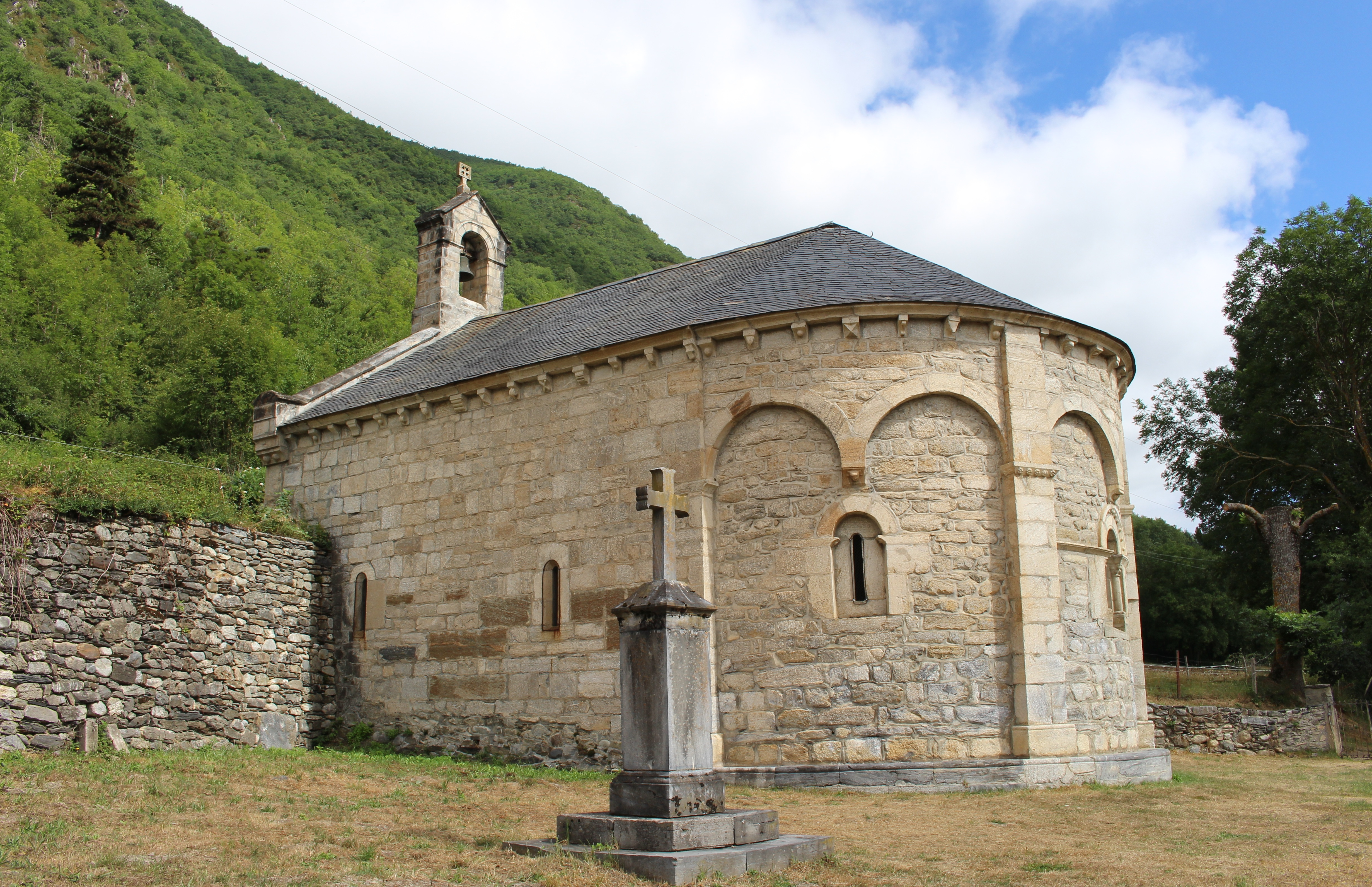
La chapelle Saint-Pierre d'Agos.
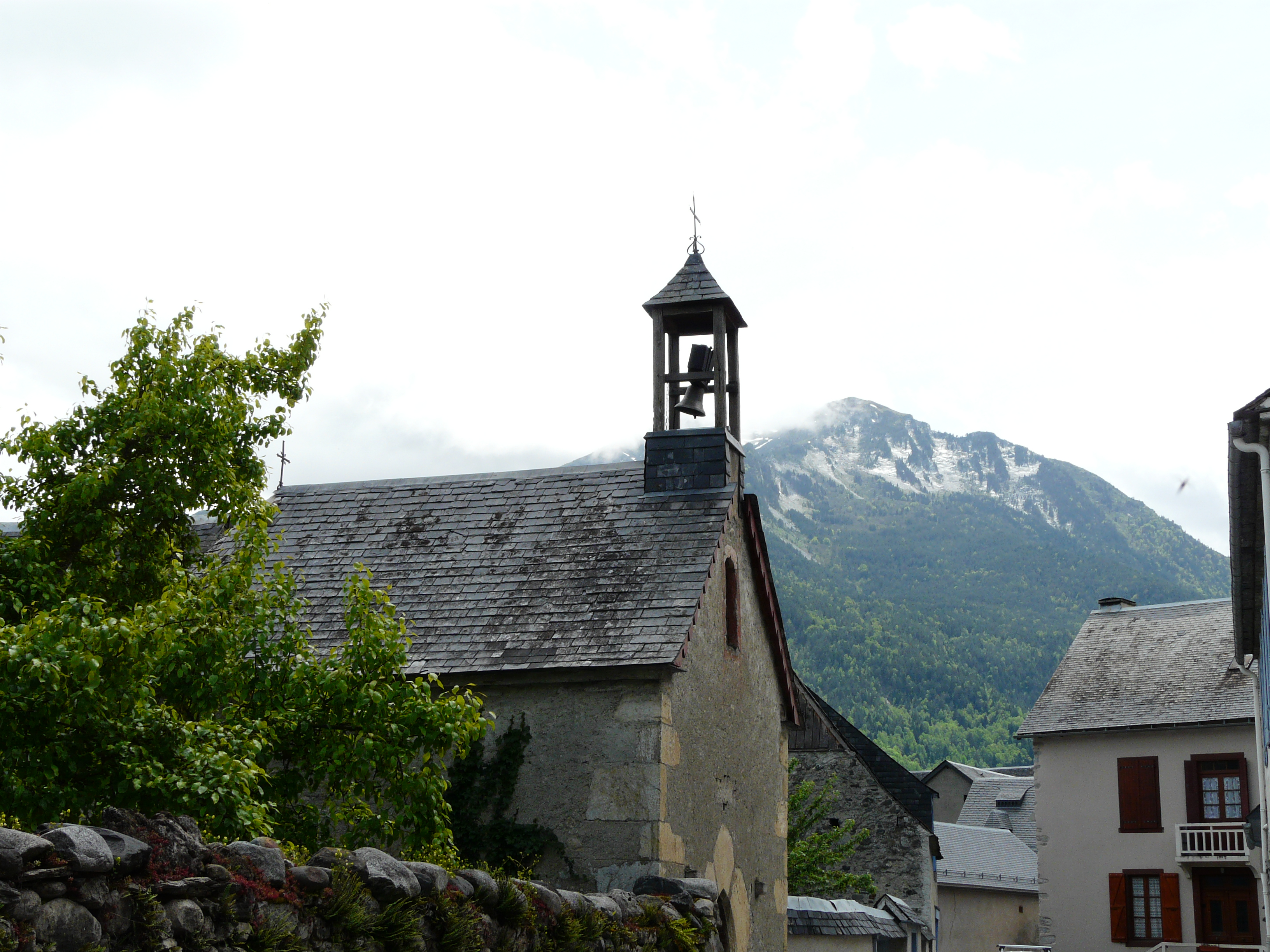
La chapelle Saint-Antoine-de-Padoue.
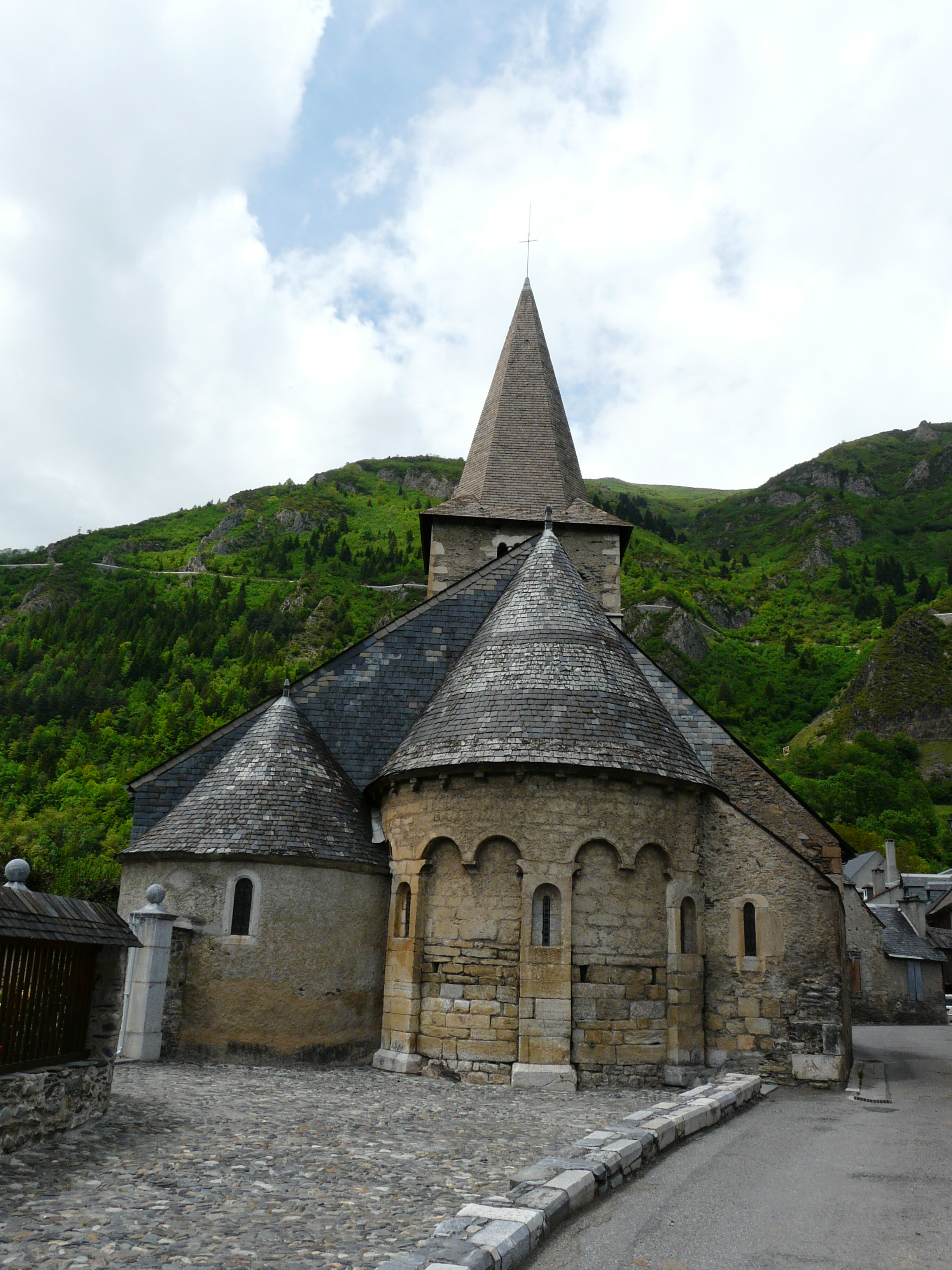
L'église Saint-Barthélemy.
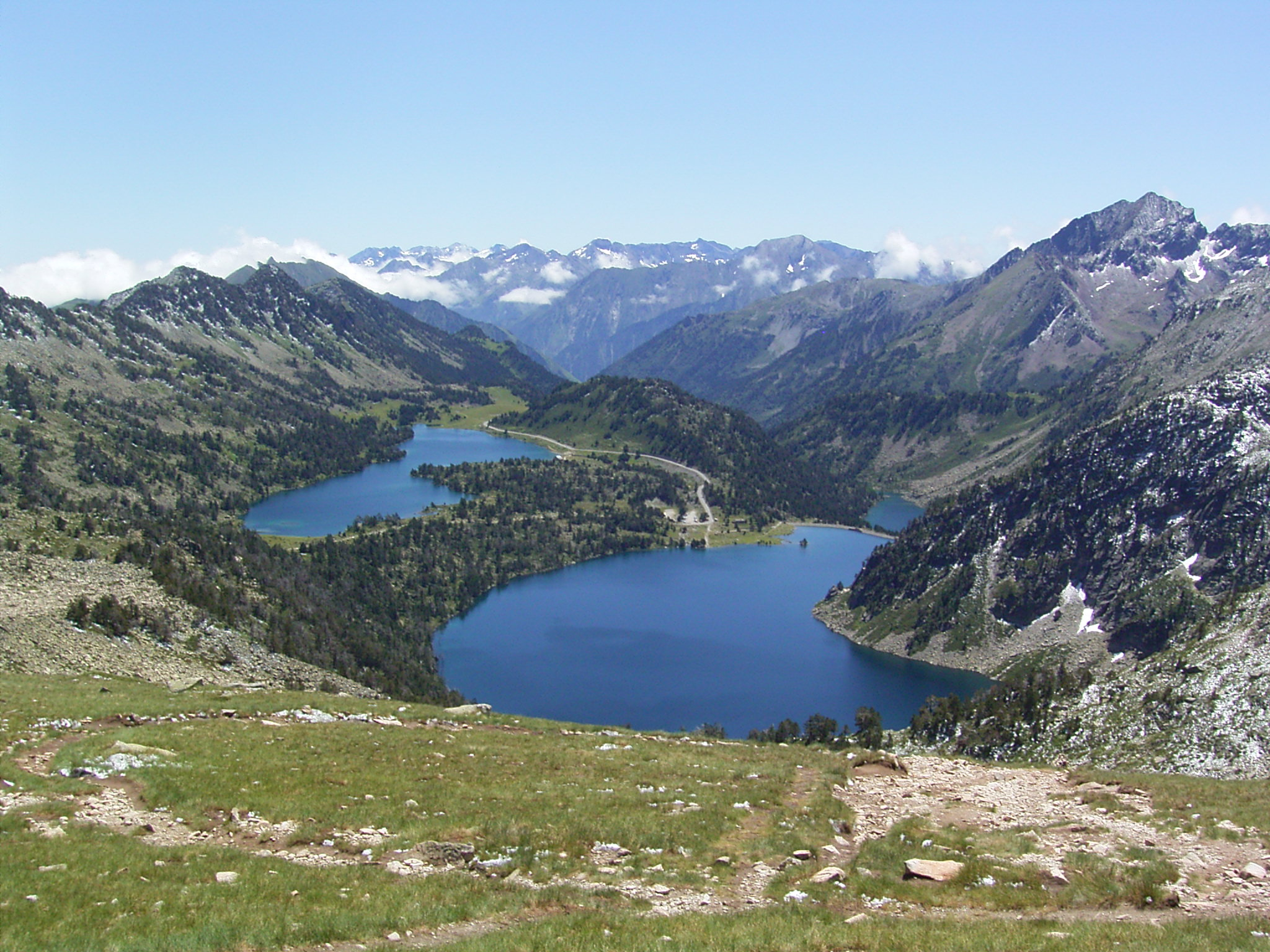
Les lacs d'Aubert et d'Aumar.
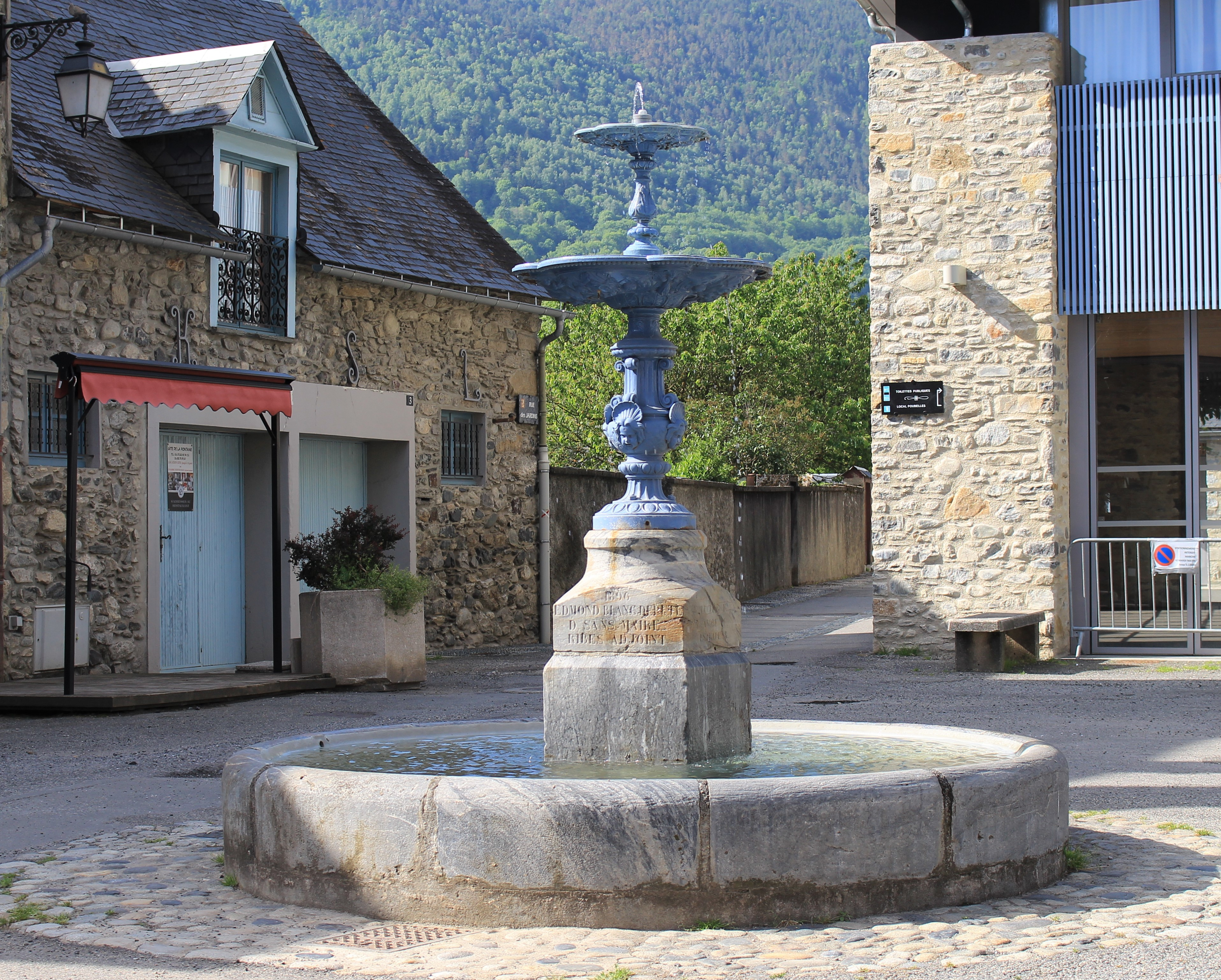
La fontaine de la place.
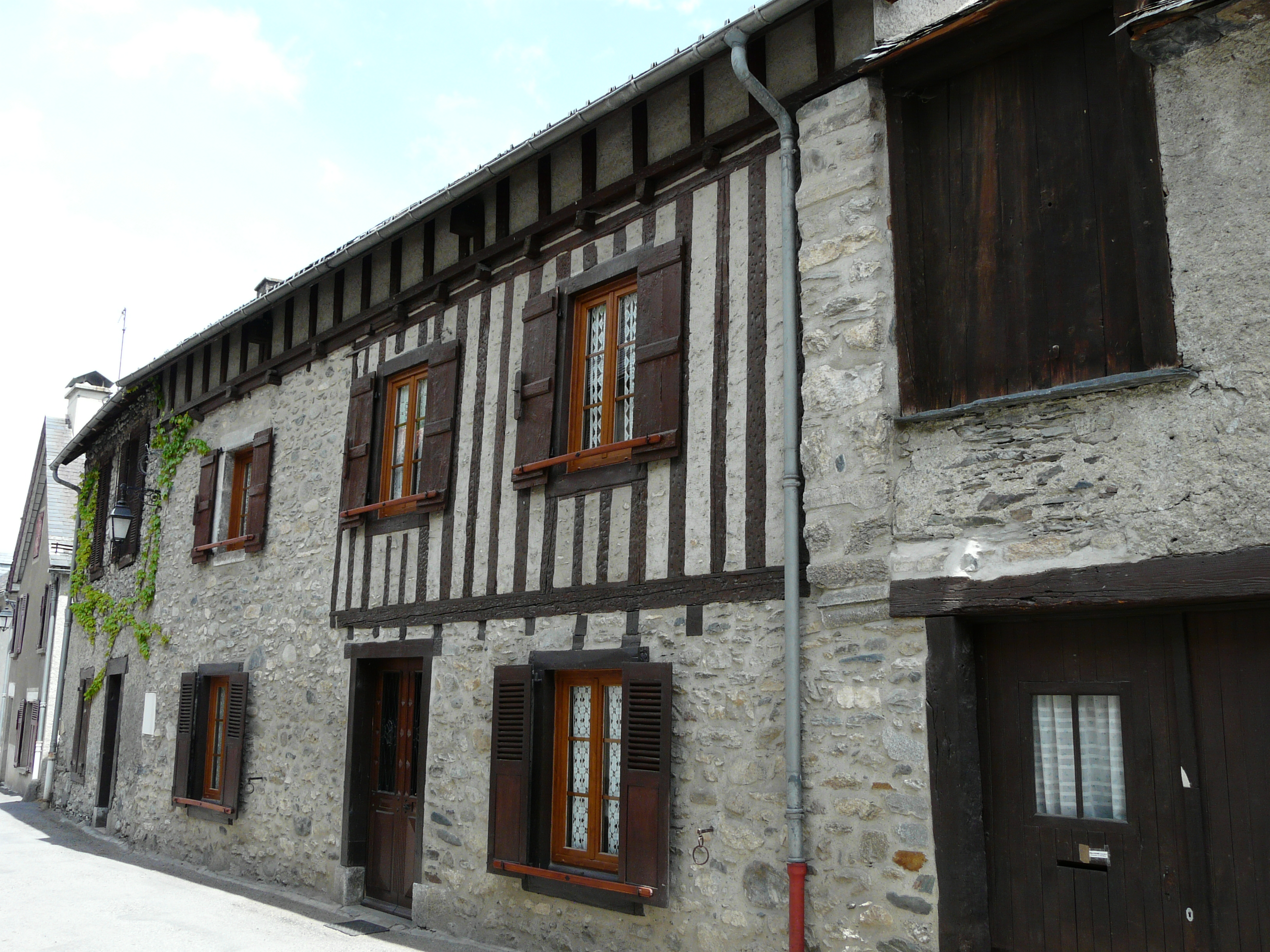
Maison à colombages.

### Héraldique
| Blason | Blasonnement : D'or à la levrette dressée de gueules, colletée et laissée d'azur, à la bordure aussi de gueules chargée de huit besants du champ. |